# 明朝伯爵列表
明朝的异姓封爵为：公、侯、伯，凡三等，以封功臣及外戚，皆有流有世。功臣則給鐵券，封號四等：佐太祖定天下者，曰開國輔運推誠；從成祖起兵，曰奉天靖難推誠；餘曰奉天翊運推誠，曰奉天翊衛推誠。武臣曰宣力武臣，文臣曰守正文臣。
下面列出明朝受封伯爵的功臣及外戚。部分伯爵死後追贈侯爵、公爵，見本表“谥号”栏。明朝建立前，追贈郡伯的死難功臣，另見明朝郡公、郡侯、郡伯、縣子、縣男列表。

## 太祖始封

### 忠勤伯
| 大明忠勤伯（1370年—1380年） |        |        |      |                          |                                     |      |
| 傳位                        | 諡號   | 姓名   | 年數 | 在位時間（公历）         | 在位時間（夏历）                    | 备注 |
| 第1代                       | 忠勤伯 | 汪廣洋 | 10年 | 1370年11月29日－1380年初 | 洪武三年十一月丙申—洪武十二年十二月 |      |

### 誠意伯
| 大明開國翊運守正文臣誠意伯（1370年—1646年） |            |        |      |                               |                                     |            |
| 傳位                                        | 諡號       | 姓名   | 年數 | 在位時間（公历）              | 在位時間（夏历）                    | 备注       |
| 第1代                                       | 誠意文成伯 | 劉基   | 6年  | 1370年11月29日－1375年5月28日 | 洪武三年十一月丙申—洪武八年四月丁巳 |            |
| 第2代                                       | 誠意伯     | 劉廌   | 2年  | 1391年4月18日－1392年         | 洪武廿四年三月辛丑—洪武二十五年     | 劉基孙     |
| 第3代                                       | 誠意伯     | 劉瑜   | 10年 | 1532年7月9日－1541年          | 嘉靖十一年六月甲申—嘉靖二十年七月   | 劉廌六世孙 |
| 第4代                                       | 誠意伯     | 劉世延 |      | 1549年3月11日－               | 嘉靖廿八年二月癸丑—                 | 劉瑜孙     |
| 復封                                        | 誠意伯     | 劉世延 | 39年 | 1568年－1606年                | 隆慶二年—萬曆卅四年                 | 劉瑜孙     |
| 第5代                                       | 誠意伯     | 劉藎臣 |      | 1608年7月11日－               | 萬曆卅六年五月乙卯—天啟初           | 劉世延子   |
| 第6代                                       | 誠意伯     | 劉孔昭 | 23年 | 1623年8月18日－1646年初       | 天啟三年七月辛亥—弘光元年十二月     | 劉藎臣子   |
|                                             |            |        |      |                               | 晋封誠意侯                          |            |

### 東莞伯
| 大明東莞伯（1387年—1393年） |        |      |      |                              |                                       |        |
| 傳位                        | 諡號   | 姓名 | 年數 | 在位時間（公历）             | 在位時間（夏历）                      | 备注   |
| 第1代                       | 東莞伯 | 何真 | 2年  | 1387年－1388年4月11日        | 洪武二十年七月—洪武廿一年三月己卯     |        |
| 第2代                       | 東莞伯 | 何榮 | 6年  | 1388年4月11日－1393年3月22日 | 洪武廿一年四月乙巳—洪武廿六年二月乙酉 | 何真子 |

### 徽先伯
| 大明徽先伯（1390年—1393年） |        |      |      |                               |                                       |          |
| 傳位                        | 諡號   | 姓名 | 年數 | 在位時間（公历）              | 在位時間（夏历）                      | 备注     |
| 第1代                       | 徽先伯 | 桑敬 | 4年  | 1390年10月21日－1393年3月22日 | 洪武廿三年九月壬寅—洪武廿六年二月乙酉 | 桑世傑子 |

## 成祖始封

### 安平伯
| 大明安平伯（1410年—？） |        |      |      |                      |                             |        |
| 傳位                    | 諡號   | 姓名 | 年數 | 在位時間（公历）     | 在位時間（夏历）            | 备注   |
| 第1代                   | 安平伯 | 李安 | 20年 | 1410年1月5日－1428年 | 永樂七年十二月戊戌—宣德二年 | 李遠子 |
| 复封                    | 安平伯 | 李安 |      | 1457年8月1日－       | 天順元年七月癸酉—           | 李遠子 |

### 興安伯
| 大明興安伯（1402年—1644年） |            |        |      |                         |                                     |          |
| 傳位                        | 諡號       | 姓名   | 年數 | 在位時間（公历）        | 在位時間（夏历）                    | 备注     |
| 第1代                       | 興安伯     | 徐祥   | 3年  | 1402年9月30日－1404年   | 建文四年九月甲申—永樂二年五月       |          |
| 第2代                       | 興安武襄侯 | 徐亨   | 41年 | 1404年－1444年          | 永樂二年—正統九年，晋封侯           | 徐祥孫   |
| 第3代                       | 興安伯     | 徐賢   | 10年 | 1460年－1469年          | 天順四年—成化五年十一月             | 徐亨子   |
| 第4代                       | 興安伯     | 徐盛   | 25年 | 1480年12月9日－1504年   | 成化十六年十一月甲申—弘治十七年二月 | 徐賢子   |
| 第5代                       | 興安伯     | 徐良   | 26年 | 1509年1月9日－1533年    | 正德三年十二月壬午—嘉靖十二年       | 徐盛從子 |
| 第6代                       | 興安伯     | 徐勛   | 2年  | 1534年9月10日－1535年   | 嘉靖十三年八月丁酉—嘉靖十四年       | 徐良子   |
| 第7代                       | 興安伯     | 徐夢暘 | 63年 | 1541年6月18日－1604年初 | 嘉靖二十年五月庚戌—萬曆卅一年十二月 | 徐勛子   |
| 第8代                       | 興安伯     | 徐繼榮 | 3年  | 1604年初－1605年6月11日 | 萬曆卅一年—萬曆卅三年四月己巳       | 徐夢暘孫 |
| 第9代                       | 興安伯     | 徐汝孝 |      | 1609年10月2日－         | 萬曆卅七年九月癸未—崇禎             | 徐夢暘子 |
| 第10代                      | 興安伯     | 徐繼本 |      |                         | 崇禎                                | 徐汝孝子 |
| 第11代                      | 興安伯     | 徐治安 |      |                         | 崇禎                                | 徐繼本子 |

### 武康伯
| 大明武康伯（1402年—1453年） |        |      |      |                        |                               |        |
| 傳位                        | 諡號   | 姓名 | 年數 | 在位時間（公历）       | 在位時間（夏历）              | 备注   |
| 第1代                       | 武康伯 | 徐理 | 7年  | 1402年9月30日－1408年  | 建文四年九月甲申—永樂六年二月 |        |
| 第2代                       | 武康伯 | 徐楨 | 36年 | 1409年11月20日－1444年 | 永樂七年十月壬子—正統九年六月 | 徐理子 |
| 第3代                       | 武康伯 | 徐勇 | 1年  | 1453年3月11日－1453年  | 景泰四年二月己丑—景泰四年     | 徐楨子 |

### 襄城伯
| 大明襄城伯（1402年—1644年） |            |        |      |                              |                                     |          |
| 傳位                        | 諡號       | 姓名   | 年數 | 在位時間（公历）             | 在位時間（夏历）                    | 备注     |
| 第1代                       | 襄城伯     | 李濬   |      | 1402年9月30日－              | 建文四年九月甲申—                   |          |
|                             |            |        |      |                              | 晋封侯                              |          |
| 第2代                       | 襄城伯     | 李隆   | 42年 | 1406年10月24日－1447年       | 永樂四年九月己巳—正統十二年         | 李濬子   |
| 第3代                       | 襄城悼僖侯 | 李珍   | 2年  | 1449年1月16日－1449年        | 正統十三年十二月甲戌—正統十四年     | 李隆子   |
| 第4代                       | 芮國壯武公 | 李瑾   | 19年 | 1450年8月5日－1468年8月19日  | 景泰元年六月庚子—成化四年八月己酉   | 李珍弟   |
|                             |            |        |      |                              | 成化四年八月己酉晋封侯              |          |
| 第5代                       | 襄城伯     | 李黼   | 10年 | 1489年10月8日－1498年5月27日 | 弘治二年九月己巳—弘治十一年五月壬寅 | 李瑾子   |
| 第6代                       | 襄城伯     | 李鄌   | 12年 | 1498年9月10日－1509年        | 弘治十一年八月戊子—正德四年七月     | 李隆孫   |
| 第7代                       | 襄城恭敏伯 | 李全禮 | 31年 | 1510年1月25日－1539年        | 正德四年十二月癸卯—嘉靖十八年       | 李鄌子   |
| 第8代                       | 襄城伯     | 李應臣 | 42年 | 1541年3月5日－1582年         | 嘉靖二十年二月乙丑—萬曆十年         | 李全禮子 |
| 第9代                       | 襄城伯     | 李成功 | 27年 | 1582年－1609年1月26日        | 萬曆十年—萬曆卅六年十二月甲戌       | 李應臣子 |
| 第10代                      | 襄城伯     | 李守錡 |      | 1610年3月11日－              | 萬曆三十八年二月癸亥—崇禎           | 李成功子 |
| 第11代                      | 襄城伯     | 李國楨 | 15年 | 1630年－1644年               | 崇禎三年—崇禎十七年                 | 李守錡子 |

### 新昌伯
| 大明新昌伯（1402年—1403年） |        |      |      |                       |                               |      |
| 傳位                        | 諡號   | 姓名 | 年數 | 在位時間（公历）      | 在位時間（夏历）              | 备注 |
| 第1代                       | 新昌伯 | 唐雲 | 2年  | 1402年9月30日－1403年 | 建文四年九月甲申—永樂元年七月 |      |

### 新寧伯
| 大明新寧伯（1402年—1644年） |            |        |      |                              |                                     |          |
| 傳位                        | 諡號       | 姓名   | 年數 | 在位時間（公历）             | 在位時間（夏历）                    | 备注     |
| 第1代                       | 新寧伯     | 譚忠   | 32年 | 1402年9月30日－1433年        | 建文四年九月甲申—宣德八年五月       | 譚淵子   |
| 第2代                       | 新寧伯     | 譚璟   | 15年 | 1435年3月24日－1449年        | 宣德十年二月丁卯—正統十四年六月     | 譚忠子   |
| 第3代                       | 新寧伯     | 譚裕   | 4年  | 1449年10月26日－1452年       | 正統十四年十月丁巳—景泰三年三月     | 譚璟子   |
| 第4代                       | 新寧莊僖伯 | 譚祐   | 69年 | 1457年6月22日－1525年        | 天順元年六月癸巳—嘉靖四年           | 譚裕弟   |
| 第5代                       | 新寧伯     | 譚綸   | 24年 | 1526年2月1日－1548年         | 嘉靖四年閏十二月甲戌—嘉靖廿七年     | 譚祐子   |
| 第6代                       | 新寧伯     | 譚功承 | 20年 | 1548年9月30日－1567年3月20日 | 嘉靖廿七年八月辛未—隆慶元年二月丙午 | 譚綸子   |
| 第7代                       | 新寧伯     | 譚國佐 | 33年 | 1567年8月9日－1599年7月28日  | 隆慶元年七月戊午—萬曆廿七年六月甲申 | 譚功承子 |
| 第8代                       | 新寧伯     | 譚懋勛 | 25年 | 1599年9月27日－1623年        | 萬曆廿七年八月乙酉—天啟三年         | 譚國佐子 |
| 第9代                       | 新寧伯     | 譚弘業 |      | －1644年                     | 天啟—崇禎十七年                     | 譚懋勛子 |

### 應城伯
| 大明應城伯（1402年—1644年） |            |        |      |                               |                                       |          |
| 傳位                        | 諡號       | 姓名   | 年數 | 在位時間（公历）              | 在位時間（夏历）                      | 备注     |
| 第1代                       | 應城威武侯 | 孫巖   | 17年 | 1402年9月30日－1418年         | 建文四年九月甲申—永樂十六年六月       |          |
| 第2代                       | 應城伯     | 孫亨   | 4年  | 1420年－1423年                | 永樂十八年正月—永樂廿一年正月         | 孫巖子   |
| 第3代                       | 應城伯     | 孫英   | 2年  | 1423年3月29日－1424年         | 永樂廿一年二月己巳—永樂廿二年         | 孫亨子   |
| 第4代                       | 應城伯     | 孫傑   | 28年 | 1424年10月8日－1451年         | 永樂廿二年九月戊子—景泰二年十二月     | 孫英弟   |
| 第5代                       | 應城伯     | 孫繼先 | 52年 | 1452年－1503年                | 景泰三年—弘治十六年九月               | 孫傑子   |
| 第6代                       | 應城伯     | 孫鉞   | 37年 | 1503年11月7日－1539年         | 弘治十六年十月壬子—嘉靖十八年         | 孫繼先子 |
| 第7代                       | 應城伯     | 孫永爵 | 17年 | 1540年11月22日－1556年4月14日 | 嘉靖十九年十月壬午—嘉靖卅五年三月甲子 | 孫鉞孫   |
| 第8代                       | 應城伯     | 孫文棟 | 34年 | 1556年10月17日－1589年        | 嘉靖卅五年九月庚午—萬曆十七年         | 孫永爵子 |
| 第9代                       | 應城伯     | 孫允恭 | 12年 | 1589年7月16日－1600年         | 萬曆十七年六月庚辰—萬曆廿八年六月甲申 | 孫文棟子 |
| 第10代                      | 應城伯     | 孫廷勳 | 40年 | 1605年11月25日－1644年        | 萬曆卅三年十月丙辰—崇禎十七年         | 孫允恭子 |

### 富昌伯
| 大明富昌伯（1402年—1406年） |        |      |      |                       |                               |      |
| 傳位                        | 諡號   | 姓名 | 年數 | 在位時間（公历）      | 在位時間（夏历）              | 备注 |
| 第1代                       | 富昌伯 | 房勝 | 5年  | 1402年9月30日－1406年 | 建文四年九月甲申—永樂四年十月 |      |

### 忻城伯
| 大明忻城伯（1402年—1645年） |            |        |      |                             |                                         |          |
| 傳位                        | 諡號       | 姓名   | 年數 | 在位時間（公历）            | 在位時間（夏历）                        | 备注     |
| 第1代                       | 忻城武毅伯 | 趙彝   | 25年 | 1402年9月30日－1426年       | 建文四年九月甲申—宣德元年正月           |          |
| 第2代                       | 忻城伯     | 趙榮   | 42年 | 1426年8月29日－1467年       | 宣德元年七月戊午—成化三年六月           | 趙彝子   |
| 第3代                       | 忻城伯     | 趙溥   | 37年 | 1468年8月16日－1504年       | 成化四年七月丙戌—弘治十七年閏四月       | 趙榮子   |
| 第4代                       | 忻城伯     | 趙槿   | 14年 | 1505年9月29日－1518年       | 弘治十八年九月甲申—正德十三年正月       | 趙溥從子 |
| 第5代                       | 忻城伯     | 趙武   | 39年 | 1519年1月26日－1556年7月6日 | 正德十三年十二月辛卯—嘉靖卅五年五月丁亥 | 趙槿子   |
| 第6代                       | 忻城伯     | 趙祖胤 | 4年  | 1558年4月23日－1561年       | 嘉靖卅七年四月癸未—嘉靖四十年           | 趙武子   |
| 第7代                       | 忻城伯     | 趙祖征 | 15年 | 1563年10月14日－1577年      | 嘉靖卌二年九月癸卯—萬曆五年             | 趙祖胤弟 |
| 第8代                       | 忻城伯     | 趙泰修 | 20年 | 1578年－1597年8月17日       | 萬曆六年—萬曆廿五年七月甲午             | 趙祖征子 |
| 第9代                       | 忻城伯     | 趙世新 |      | 1598年10月14日－            | 萬曆廿六年九月丁酉—                     | 趙泰修子 |
| 第10代                      | 忻城伯     | 趙之龍 | 26年 | 1620年10月8日－1645年       | 泰昌元年九月丁亥—弘光元年五月           | 趙世新子 |

### 雲陽伯
| 大明雲陽伯（1402年—1410年） |        |      |      |                       |                               |      |
| 傳位                        | 諡號   | 姓名 | 年數 | 在位時間（公历）      | 在位時間（夏历）              | 备注 |
| 第1代                       | 雲陽伯 | 陳旭 | 9年  | 1402年9月30日－1410年 | 建文四年九月甲申—永樂八年三月 |      |

### 廣恩伯
| 大明廣恩伯（1402年—1430年） |        |      |      |                       |                               |      |
| 傳位                        | 諡號   | 姓名 | 年數 | 在位時間（公历）      | 在位時間（夏历）              | 备注 |
| 第1代                       | 廣恩伯 | 劉才 | 29年 | 1402年9月30日－1430年 | 建文四年九月甲申—宣德五年三月 |      |

### 忠誠伯
| 大明忠誠伯（1402年—？） |        |      |      |                  |                   |      |
| 傳位                    | 諡號   | 姓名 | 年數 | 在位時間（公历） | 在位時間（夏历）  | 备注 |
| 第1代                   | 忠誠伯 | 茹瑺 |      | 1402年9月30日－  | 建文四年九月甲申— |      |

### 順昌伯
| 大明順昌伯（1402年—1405年） |        |      |      |                       |                               |      |
| 傳位                        | 諡號   | 姓名 | 年數 | 在位時間（公历）      | 在位時間（夏历）              | 备注 |
| 第1代                       | 順昌伯 | 王佐 | 4年  | 1402年9月30日－1405年 | 建文四年九月甲申—永樂三年八月 |      |

### 平江伯
| 大明平江伯（1402年—？） |            |        |      |                              |                                       |          |
| 傳位                    | 諡號       | 姓名   | 年數 | 在位時間（公历）             | 在位時間（夏历）                      | 备注     |
| 第1代                   | 平江恭襄侯 | 陳瑄   | 32年 | 1402年9月30日－1433年        | 建文四年九月甲申—宣德八年十月         |          |
| 第2代                   | 平江伯     | 陳佐   | 2年  | 1435年3月13日－1436年        | 宣德十年二月丙辰—正統元年             | 陳瑄子   |
| 第3代                   | 黟國莊敏公 | 陳豫   | 13年 | 1437年5月28日－1449年        | 正統二年四月癸未—正統十四年十一月     | 陳佐子   |
|                         |            |        |      |                              | 正統十四年十一月進封侯                |          |
| 第4代                   | 平江伯     | 陳銳   | 39年 | 1464年11月16日－1503年初     | 天順八年十月丁酉—弘治十五年十二月     | 陳豫子   |
| 第5代                   | 平江伯     | 陳熊   | 7年  | 1503年11月2日－1510年1月20日 | 弘治十六年十月己末—正德四年十二月戊戌 | 陳銳子   |
| 复封                    | 平江伯     | 陳熊   | 2年  | 1510年－1512年1月12日        | 正德五年—正德六年十二月庚子           | 陳銳子   |
| 第6代                   | 平江武襄伯 | 陳圭   | 33年 | 1522年3月14日－1555年1月15日 | 嘉靖元年二月甲午—嘉靖卅三年十二月己丑 | 陳熊從子 |
| 第7代                   | 平江伯     | 陳王謨 | 20年 | 1555年3月31日－1574年        | 嘉靖卅四年三月甲辰—萬曆二年十一月     | 陳圭子   |
| 第8代                   | 平江伯     | 陳啟嗣 |      | 1604年8月23日－              | 萬曆卅二年七月丁丑—                   | 陳王謨孫 |
|                         |            |        |      |                              | 陳啟嗣子陳治安崇禎元年五月戊寅襲侯    |          |

### 寧陽伯
| 大明寧陽伯（1403年—1410年） |        |      |      |                              |                                     |        |
| 傳位                        | 諡號   | 姓名 | 年數 | 在位時間（公历）             | 在位時間（夏历）                    | 备注   |
| 第1代                       | 寧陽伯 | 陳懋 | 7年  | 1403年5月31日－1410年1月19日 | 永樂元年五月丁亥—永樂七年十二月壬子 | 陳亨子 |
|                             |        |      |      |                              | 永樂七年十二月壬子進封侯            |        |

### 武義伯
| 大明武義伯（1403年—1413年） |        |      |      |                       |                                 |        |
| 傳位                        | 諡號   | 姓名 | 年數 | 在位時間（公历）      | 在位時間（夏历）                | 备注   |
| 第1代                       | 武義伯 | 王通 | 11年 | 1403年5月31日－1413年 | 永樂元年五月丁亥—永樂十一年五月 | 王真子 |
|                             |        |      |      |                       | 永樂十一年五月進封成山侯        |        |

### 清遠伯
| 大明清遠伯（1403年—1408年） |        |      |      |                              |                                   |      |
| 傳位                        | 諡號   | 姓名 | 年數 | 在位時間（公历）             | 在位時間（夏历）                  | 备注 |
| 第1代                       | 清遠伯 | 王友 | 6年  | 1403年5月31日－1408年7月29日 | 永樂元年五月丁亥—永樂六年七月癸丑 |      |
|                             |        |      |      |                              | 永樂六年七月癸丑進封侯            |      |

### 榮昌伯
| 大明榮昌伯（1403年—1426年） |        |      |      |                            |                                     |        |
| 傳位                        | 諡號   | 姓名 | 年數 | 在位時間（公历）           | 在位時間（夏历）                    | 备注   |
| 第1代                       | 榮昌伯 | 陳賢 | 13年 | 1403年5月31日－1415年      | 永樂元年五月丁亥—永樂十三年十一月   |        |
| 第2代                       | 榮昌伯 | 陳智 | 11年 | 1416年9月1日－1426年5月9日 | 永樂十四年八月己巳—宣德元年四月丙寅 | 陳賢子 |

### 安鄉伯
| 大明安鄉伯（1403年—1644年） |        |        |      |                              |                                       |          |
| 傳位                        | 諡號   | 姓名   | 年數 | 在位時間（公历）             | 在位時間（夏历）                      | 备注     |
| 第1代                       | 安鄉伯 | 張興   | 5年  | 1403年5月31日－1407年        | 永樂元年五月丁亥—永樂五年正月         |          |
| 第2代                       | 安鄉伯 | 張勇   |      |                              | 永樂                                  | 張興兄子 |
| 第3代                       | 安鄉伯 | 張安   | 33年 | 1417年10月17日－1449年       | 永樂十五年九月庚申—正統十四年九月     | 張勇子   |
| 第4代                       | 安鄉伯 | 張寧   | 41年 | 1452年－1492年               | 景泰三年—弘治五年十一月               | 張安弟   |
| 第5代                       | 安鄉伯 | 張恂   | 15年 | 1493年－1507年               | 弘治六年—正德二年正月                 | 張寧弟   |
| 第6代                       | 安鄉伯 | 張坤   | 48年 | 1508年1月28日－1554年3月30日 | 正德二年十二月乙未—嘉靖卅三年二月戊戌 | 張恂子   |
| 第7代                       | 安鄉伯 | 張鐸   | 8年  | 1554年6月22日－1561年5月5日  | 嘉靖卅三年五月壬戌—嘉靖四十年四月辛亥 | 張坤子   |
| 第8代                       | 安鄉伯 | 張鋐   | 29年 | 1562年1月18日－1589年        | 嘉靖四十年十二月己巳—萬曆十七年       | 張鐸弟   |
| 第9代                       | 安鄉伯 | 張世恩 |      |                              |                                       | 張鋐子   |
| 第10代                      | 安鄉伯 | 張光燦 |      | －1644年                     | —崇禎十七年                           | 張世恩子 |

### 遂安伯
| 大明遂安伯（1403年—？） |            |        |      |                        |                                   |          |
| 傳位                    | 諡號       | 姓名   | 年數 | 在位時間（公历）       | 在位時間（夏历）                  | 备注     |
| 第1代                   | 遂安伯     | 陳志   | 8年  | 1403年5月31日－1410年  | 永樂元年五月丁亥—永樂八年五月     |          |
| 第2代                   | 遂安伯     | 陳英   | 23年 | 1410年10月26日－1432年 | 永樂八年九月壬辰—宣德七年正月     | 陳志孫   |
| 第3代                   | 遂安榮懷伯 | 陳塤   | 4年  | 1446年3月25日－1449年  | 正統十一年二月丙寅—正統十四年八月 | 陳英子   |
| 第4代                   | 遂安伯     | 陳韶   | 19年 | 1449年－1467年         | 正統十四年—成化三年               | 陳塤弟   |
| 复封                    | 遂安伯     | 陳韶   | 47年 | 1468年－1504年         | 成化四年—弘治十七年二月           | 陳塤弟   |
| 第5代                   | 遂安伯     | 陳鏸   | 36年 | 1504年6月20日－1539年  | 弘治十七年五月戊戌—嘉靖十八年二月 | 陳韶孫   |
| 第6代                   | 遂安伯     | 陳澍   |      | 1572年－               | 隆慶六年—                         | 陳鏸子   |
| 第7代                   | 遂安伯     | 陳瑋   | 29年 | 1601年1月27日－1628年  | 萬曆廿八年十二月癸巳—崇禎元年     | 陳澍子   |
| 第8代                   | 遂安伯     | 陳秉衡 |      |                        |                                   | 陳瑋子   |
| 第8代                   | 遂安伯     | 陳長衡 |      | 1641年－               | 崇禎十四年—                       | 陳秉衡弟 |

### 永新伯
| 大明永新伯（1405年—1418年） |        |      |      |                       |                                 |      |
| 傳位                        | 諡號   | 姓名 | 年數 | 在位時間（公历）      | 在位時間（夏历）                | 备注 |
| 第1代                       | 永新伯 | 許誠 | 14年 | 1405年11月5日－1418年 | 永樂三年十月丙子—永樂十六年二月 |      |

### 安遠伯
| 大明安遠伯（1408年—1410年） |        |      |      |                             |                                   |      |
| 傳位                        | 諡號   | 姓名 | 年數 | 在位時間（公历）            | 在位時間（夏历）                  | 备注 |
| 第1代                       | 安遠伯 | 柳升 | 3年  | 1408年7月29日－1410年9月6日 | 永樂六年七月癸丑—永樂八年八月壬寅 |      |
|                             |        |      |      |                             | 永樂八年八月壬寅進封侯            |      |

### 建平伯
| 大明建平伯（1408年—？） |        |        |      |                       |                                 |          |
| 傳位                    | 諡號   | 姓名   | 年數 | 在位時間（公历）      | 在位時間（夏历）                | 备注     |
| 第1代                   | 建平伯 | 高士文 |      |                       | 追封                            |          |
| 第2代                   | 建平伯 | 高福   | 17年 | 1408年7月29日－1424年 | 永樂六年七月癸丑—永樂廿二年九月 | 高士文子 |
| 第3代                   | 建平伯 | 高遠   | 64年 | 1425年2月25日－1488年 | 洪熙元年二月戊申—弘治元年七月   | 高福子   |
| 第4代                   | 建平伯 | 高進   | 5年  | 1489年4月3日－1493年  | 弘治二年三月辛酉—弘治六年十月   | 高遠弟   |
| 第5代                   | 建平伯 | 高霳   |      | 1494年3月27日－       | 弘治七年二月庚辰—嘉靖初         | 高遠子   |

### 景城伯
| 大明景城伯 |            |      |      |                  |                  |      |
| 傳位       | 諡號       | 姓名 | 年數 | 在位時間（公历） | 在位時間（夏历） | 备注 |
| 第1代      | 景城壯武伯 | 馬榮 |      |                  | 永樂八年追封     |      |

### 彭城伯
| 大明彭城伯（1411年—1644年） |        |        |      |                             |                                     |          |
| 傳位                        | 諡號   | 姓名   | 年數 | 在位時間（公历）            | 在位時間（夏历）                    | 备注     |
| 第1代                       | 彭城伯 | 張麒   | 6年  |                             | 永樂九年七月辛酉追封                | 昭皇后父 |
| 第2代                       | 彭城伯 | 張昶   | 15年 | 1424年－1438年              | 永樂廿二年—正統三年六月             | 張麒子   |
| 第3代                       | 彭城伯 | 張瑾   | 43年 | 1438年10月22日－1480年      | 正統三年十月乙卯—成化十六年四月     | 張昶子   |
| 第4代                       | 彭城伯 | 張信   |      | 1482年1月16日－             | 成化十七年十二月丁卯—               | 張瑾子   |
| 第5代                       | 彭城伯 | 張欽   | 34年 | 1505年11月2日－1538年3月8日 | 正德三年十月甲戌—嘉靖十七年二月壬子 | 張信子   |
| 第6代                       | 彭城伯 | 張勳   |      | 1538年9月8日－              | 嘉靖十七年八月丙辰—                 | 張欽子   |
| 第7代                       | 彭城伯 | 張熊   |      | 1551年7月8日－              | 嘉靖三十年六月壬戌—                 | 張勳弟   |
| 第8代                       | 彭城伯 | 張守忠 |      |                             | 萬曆                                | 張熊子   |
| 第9代                       | 彭城伯 | 張嘉猷 |      | 1613年2月11日－             | 萬曆四十年十二月辛亥—               | 張守忠子 |
| 第10代                      | 彭城伯 | 張光祖 | 17年 | 1628年7月31日－1644年       | 崇禎元年七月庚申—崇禎十七年         | 張嘉猷子 |

### 恭順伯
| 大明恭順伯（1412年—1425年） |            |        |      |                       |                                 |          |
| 傳位                        | 諡號       | 姓名   | 年數 | 在位時間（公历）      | 在位時間（夏历）                | 备注     |
| 第1代                       | 邠國忠壯公 | 吳允誠 | 6年  | 1412年2月14日－1417年 | 永樂十年正月戊子—永樂十五年四月 |          |
| 第2代                       | 恭順侯     | 吳克忠 | 8年  | 1418年4月3日－1425年  | 永樂十六年二月戊申—洪熙元年     | 吳允誠子 |
|                             |            |        |      |                       | 洪熙元年進封侯                  |          |

### 新泰伯
| 大明新泰伯 |            |      |      |                  |                    |      |
| 傳位       | 諡號       | 姓名 | 年數 | 在位時間（公历） | 在位時間（夏历）   | 备注 |
| 第1代      | 新泰剛勇伯 | 張欽 |      |                  | 永樂十五年二月追封 |      |

### 萊陽伯
| 大明萊陽伯 |            |      |      |                  |                    |      |
| 傳位       | 諡號       | 姓名 | 年數 | 在位時間（公历） | 在位時間（夏历）   | 备注 |
| 第1代      | 萊陽忠毅伯 | 周長 |      |                  | 永樂十五年二月追封 |      |

### 成武伯
| 大明成武伯 |            |      |      |                  |                    |      |
| 傳位       | 諡號       | 姓名 | 年數 | 在位時間（公历） | 在位時間（夏历）   | 备注 |
| 第1代      | 成武忠勇伯 | 陳亨 |      |                  | 永樂十六年三月追封 |      |

### 廣寧伯
| 大明廣寧伯（1419年—？） |            |        |      |                              |                                       |              |
| 傳位                    | 諡號       | 姓名   | 年數 | 在位時間（公历）             | 在位時間（夏历）                      | 备注         |
| 第1代                   | 廣寧忠武侯 | 劉榮   | 2年  | 1419年9月29日－1420年        | 永樂十七年九月壬子—永樂十八年四月     |              |
| 第2代                   | 廣寧伯     | 劉湍   | 15年 | 1421年初－1434年             | 永樂十八年十二月—宣德九年二月         | 劉榮子       |
| 第3代                   | 嶧國忠僖公 | 劉安   | 23年 | 1435年3月23日－1457年        | 宣德十年二月丙辰—天順元年二月         | 劉湍弟       |
|                         |            |        |      |                              | 天順元年二月進封侯                    |              |
| 第4代                   | 廣寧伯     | 劉瓘   | 5年  | 1476年7月9日－1480年         | 成化十二年六月庚寅—成化十六年         | 劉湍弟劉淮子 |
| 第5代                   | 廣寧伯     | 劉璇   | 10年 | 1480年5月15日－1489年        | 成化十六年四月丙辰—弘治二年九月       | 劉瓘弟       |
| 第6代                   | 廣寧伯     | 劉佶   | 34年 | 1490年1月3日－1522年12月27日 | 弘治二年十二月丙申—嘉靖元年十二月壬午 | 劉璇子       |
| 第7代                   | 廣寧康順伯 | 劉泰   | 25年 | 1523年3月4日－1548年9月3日   | 嘉靖二年二月己丑—嘉靖廿六年八月甲辰   | 劉佶子       |
| 第8代                   | 廣寧伯     | 劉允中 |      | 1553年－                     | 嘉靖卅一年—                           | 劉泰子       |
| 第9代                   | 廣寧伯     | 劉嗣德 |      | －1590年11月30日             | —萬曆十八年十一月壬寅                 | 劉允中子     |
| 第10代                  | 廣寧伯     | 劉允正 | 15年 | 1591年－1605年8月10日        | 萬曆十九年—萬曆卅三年六月己巳         | 劉允中弟     |
| 第11代                  | 廣寧伯     | 劉嗣爵 |      | 1610年10月22日－             | 萬曆卅八年九月戊申—                   | 劉允正子     |
| 第12代                  | 廣寧伯     | 劉嗣恩 |      | 1639年－                     | 崇禎十二年—                           | 劉嗣爵弟     |

### 惠安伯
| 大明惠安伯（1421年—1421年） |        |      |      |                       |                                 |      |
| 傳位                        | 諡號   | 姓名 | 年數 | 在位時間（公历）      | 在位時間（夏历）                | 备注 |
| 第1代                       | 惠安伯 | 金玉 | 2年  | 1421年1月23日－1421年 | 永樂十八年十二月甲寅—永樂十九年 |      |

### 永順伯
| 大明永順伯（1421年—1511年） |            |      |      |                              |                                         |        |
| 傳位                        | 諡號       | 姓名 | 年數 | 在位時間（公历）             | 在位時間（夏历）                        | 备注   |
| 第1代                       | 永順伯     | 薛斌 | 2年  | 1421年1月23日－1421年9月13日 | 永樂十八年十二月甲寅—永樂十九年八月丁未 |        |
| 第2代                       | 永順武毅侯 | 薛綬 | 26年 | 1424年9月2日－1449年8月30日  | 永樂廿二年八月辛未—正統十四年八月庚申   | 薛斌子 |
| 第3代                       | 永順伯     | 薛輔 | 27年 | 1450年9月1日－1476年         | 景泰元年七月丁卯—成化十二年正月         | 薛綬子 |
| 第4代                       | 永順伯     | 薛勛 | 36年 | 1476年7月8日－1511年         | 成化十二年六月己丑—正德六年六月         | 薛輔子 |

### 保昌伯
| 大明保昌伯 |            |      |      |                  |                    |      |
| 傳位       | 諡號       | 姓名 | 年數 | 在位時間（公历） | 在位時間（夏历）   | 备注 |
| 第1代      | 保昌忠威伯 | 程寬 |      |                  | 永樂二十年正月追封 |      |

### 平陰伯
| 大明平陰伯 |            |      |      |                  |                    |      |
| 傳位       | 諡號       | 姓名 | 年數 | 在位時間（公历） | 在位時間（夏历）   | 备注 |
| 第1代      | 平陰武襄伯 | 朱崇 |      |                  | 永樂二十年二月追封 |      |

### 武進伯
| 大明武進伯（1422年—？） |            |        |      |                               |                                       |          |
| 傳位                    | 諡號       | 姓名   | 年數 | 在位時間（公历）              | 在位時間（夏历）                      | 备注     |
| 第1代                   | 武進忠靖侯 | 朱榮   | 4年  | 1422年10月2日－1425年         | 永樂二十年九月辛未—洪熙元年七月       |          |
| 第2代                   | 武進忠愨侯 | 朱冕   | 25年 | 1425年11月29日－1449年8月3日  | 洪熙元年十月乙酉—正統十四年七月癸巳   | 朱榮子   |
| 第3代                   | 武進伯     | 朱瑛   | 12年 | 1449年－1461年初              | 正統十四年—天順四年十二月             | 朱冕子   |
| 第4代                   | 武進伯     | 朱雲   | 13年 | 1461年6月14日－1473年         | 天順五年五月丙午—成化九年十二月       | 朱瑛子   |
| 第5代                   | 武進伯     | 朱霖   | 16年 | 1474年4月10日－1489年         | 成化十年三月己酉—弘治二年九月         | 朱雲弟   |
| 第6代                   | 武進伯     | 朱潔   | 19年 | 1490年3月16日－1508年         | 弘治三年二月戊申—正德三年正月         | 朱霖子   |
| 第7代                   | 武進伯     | 朱本   | 10年 | 1508年5月16日－1517年         | 正德三年四月甲申—正德十二年十月       | 朱潔子   |
| 第8代                   | 武進伯     | 朱江   | 16年 | 1518年5月7日－1533年          | 正德十三年三月丁卯—嘉靖十二年五月     | 朱潔弟   |
| 第9代                   | 武進伯     | 朱海   | 10年 | 1539年10月25日－1548年9月22日 | 嘉靖十八年九月戊申—嘉靖廿七年八月癸亥 | 朱江弟   |
| 第10代                  | 武進伯     | 朱承勳 |      | 1558年3月26日－               | 嘉靖卅七年三月乙卯—                   | 朱海子   |
| 第11代                  | 武進伯     | 朱世雍 |      | 1572年－                      | 隆慶六年—                             | 朱承勳子 |
| 第12代                  | 武進伯     | 朱天爵 | 13年 | 1599年9月30日－1611年         | 萬曆廿七年八月戊子—萬曆卅九年         |          |
| 第13代                  | 武進伯     | 朱自洪 |      | 1612年11月14日－              | 萬曆四十年十月壬午—                   | 朱天爵子 |

### 安順伯
| 大明安順伯（1422年—1490年） |            |      |      |                              |                                     |                |
| 傳位                        | 諡號       | 姓名 | 年數 | 在位時間（公历）             | 在位時間（夏历）                    | 备注           |
| 第1代                       | 濱國忠勇公 | 薛貴 | 5年  | 1422年10月2日－1426年8月31日 | 永樂二十年九月辛未—宣德元年七月庚申 | 初名脫火赤     |
|                             |            |      |      |                              | 宣德元年七月庚申進封侯              |                |
| 第2代                       | 安順伯     | 薛忠 | 6年  | 1457年－1462年               | 天順元年七月—天順六年十二月         | 薛貴從子薛山子 |
| 第3代                       | 安順伯     | 薛珤 | 28年 | 1463年4月26日－1490年        | 天順七年四月丁卯—弘治三年二月       | 薛忠子         |

## 仁宗始封

### 保昌伯
| 大明保昌伯 |        |        |      |                  |                      |            |
| 傳位       | 諡號   | 姓名   | 年數 | 在位時間（公历） | 在位時間（夏历）     | 备注       |
| 第1代      | 保昌伯 | 蔣廷珪 |      |                  | 永樂廿二年十一月追封 | 仁宗乳母夫 |

### 保定伯
| 大明保定伯（1425年—？） |            |        |      |                              |                                       |          |
| 傳位                    | 諡號       | 姓名   | 年數 | 在位時間（公历）             | 在位時間（夏历）                      | 备注     |
| 第1代                   | 保定伯     | 梁銘   | 4年  | 1425年1月17日－1427年9月30日 | 永樂廿二年十二月己巳—宣德二年九月乙未 |          |
| 第2代                   | 蠡國襄靖公 | 梁珤   | 18年 | 1435年3月28日－1453年1月28日 | 宣德十年二月辛未—景泰三年十二月丁未   | 梁銘子   |
|                         |            |        |      |                              | 景泰三年十二月丁未進封侯              |          |
| 第3代                   | 保定伯     | 梁傅   | 14年 | 1468年6月6日－1481年         | 成化四年五月乙亥—成化十七年正月       | 梁珤子   |
| 第4代                   | 保定伯     | 梁任   |      | 1482年5月25日－              | 成化十八年五月丙子—                   | 梁傅弟   |
| 第5代                   | 保定伯     | 梁永福 | 18年 | 1513年9月25日－1530年        | 正德八年八月壬戌—嘉靖九年五月         | 梁任子   |
| 第6代                   | 保定伯     | 梁繼藩 |      | 1535年8月10日－              | 嘉靖十四年七月辛未—                   | 梁永福子 |
| 第7代                   | 保定伯     | 梁世勛 |      |                              | 萬曆初—崇禎                           | 梁繼藩子 |
| 第8代                   | 保定伯     | 梁天秩 |      |                              | 崇禎                                  | 梁世勛子 |

### 忠勤伯
| 大明忠勤伯（1425年—1425年） |        |      |      |                             |                                   |      |
| 傳位                        | 諡號   | 姓名 | 年數 | 在位時間（公历）            | 在位時間（夏历）                  | 备注 |
| 第1代                       | 忠勤伯 | 李賢 | 1年  | 1425年2月5日－1425年6月30日 | 洪熙元年正月戊子—洪熙元年六月癸丑 |      |

### 廣義伯
| 大明廣義伯（1425年—1469年） |        |        |      |                       |                                 |          |
| 傳位                        | 諡號   | 姓名   | 年數 | 在位時間（公历）      | 在位時間（夏历）                | 备注     |
| 第1代                       | 廣義伯 | 吳管者 |      | 1425年2月5日－        | 洪熙元年正月戊子—               |          |
| 第2代                       | 廣義伯 | 吳玘   | 18年 | 1440年1月4日－1456年  | 正統四年十一月甲戌—景泰七年九月 | 吳管者子 |
| 第3代                       | 廣義伯 | 吳琮   | 12年 | 1458年10月9日－1469年 | 天順二年九月丁亥—成化五年六月   | 吳玘從弟 |

### 清平伯
| 大明清平伯（1425年—1429年） |            |      |      |                      |                               |      |
| 傳位                        | 諡號       | 姓名 | 年數 | 在位時間（公历）     | 在位時間（夏历）              | 备注 |
| 第1代                       | 渠國壯勇公 | 吳成 | 5年  | 1425年8月8日－1429年 | 洪熙元年七月壬辰—宣德四年二月 |      |
|                             |            |      |      |                      | 宣德四年二月進封侯            |      |

## 宣宗始封

### 崇信伯
| 大明崇信伯（1426年—？） |        |        |      |                              |                                       |          |
| 傳位                    | 諡號   | 姓名   | 年數 | 在位時間（公历）             | 在位時間（夏历）                      | 备注     |
| 第1代                   | 崇信伯 | 費瓛   | 3年  | 1426年9月7日－1428年         | 宣德元年八月丁卯—宣德三年二月         |          |
| 第2代                   | 崇信伯 | 費釗   | 33年 | 1428年9月19日－1460年        | 宣德三年八月庚寅—天順四年閏十一月     | 費瓛子   |
| 第3代                   | 崇信伯 | 費淮   |      | 1472年6月1日－               | 成化八年四月丁丑—                     | 費釗子   |
| 第4代                   | 崇信伯 | 費柱   | 33年 | 1498年8月2日－1530年12月25日 | 弘治十一年七月己酉—嘉靖九年十二月壬戌 | 費淮子   |
| 第5代                   | 崇信伯 | 費栻   | 8年  | 1531年6月1日－1538年12月16日 | 嘉靖十年五月戊子—嘉靖十七年十一月乙未 | 費柱弟   |
| 第6代                   | 崇信伯 | 費煒   |      | 1539年7月12日－              | 嘉靖十八年六月癸亥—                   | 費栻子   |
| 第7代                   | 崇信伯 | 費坤   |      | 1556年4月20日－              | 嘉靖卅五年三月庚午—                   | 費煒子   |
| 第8代                   | 崇信伯 | 費甲金 |      | 1574年－                     | 萬曆二年二月—                         | 費坤子   |
| 第9代                   | 崇信伯 | 費天澤 | 34年 | 1605年－1638年               | 萬曆卌三年—崇禎十一年                 | 費甲金子 |
| 第10代                  | 崇信伯 | 費尚   |      | 1638年8月3日－               | 崇禎十一年六月乙卯—                   | 費天澤子 |

### 會寧伯
| 大明會寧伯（1427年—1437年） |        |      |      |                              |                                   |      |
| 傳位                        | 諡號   | 姓名 | 年數 | 在位時間（公历）             | 在位時間（夏历）                  | 备注 |
| 第1代                       | 會寧伯 | 李英 | 11年 | 1427年10月13日－1437年4月8日 | 宣德二年九月戊申—正統二年三月癸巳 |      |

### 新建伯
| 大明新建伯（1429年—1441年） |        |      |      |                       |                               |      |
| 傳位                        | 諡號   | 姓名 | 年數 | 在位時間（公历）      | 在位時間（夏历）              | 备注 |
| 第1代                       | 新建伯 | 李玉 | 13年 | 1429年3月29日－1441年 | 宣德四年二月辛丑—正統六年八月 |      |

### 會昌伯
| 大明會昌伯（1429年—1452年） |            |      |      |                      |                               |          |
| 傳位                        | 諡號       | 姓名 | 年數 | 在位時間（公历）     | 在位時間（夏历）              | 备注     |
| 第1代                       | 安國恭憲公 | 孫忠 | 24年 | 1429年4月8日－1452年 | 宣德四年三月辛亥—景泰三年九月 | 恭皇后父 |

### 奉化伯
| 大明奉化伯（1429年—1441年） |        |      |      |                       |                                 |      |
| 傳位                        | 諡號   | 姓名 | 年數 | 在位時間（公历）      | 在位時間（夏历）                | 备注 |
| 第1代                       | 奉化侯 | 滕定 | 11年 | 1429年8月20日－1441年 | 宣德四年七月乙丑—正統六年十一月 |      |

### 順義伯
| 大明順義伯（1429年—1433年） |        |      |      |                       |                               |      |
| 傳位                        | 諡號   | 姓名 | 年數 | 在位時間（公历）      | 在位時間（夏历）              | 备注 |
| 第1代                       | 順義伯 | 金順 | 5年  | 1429年8月20日－1433年 | 宣德四年七月乙丑—宣德八年九月 |      |

### 安陽伯
| 大明安陽伯 |            |      |      |                  |                  |      |
| 傳位       | 諡號       | 姓名 | 年數 | 在位時間（公历） | 在位時間（夏历） | 备注 |
| 第1代      | 安陽忠毅伯 | 曹隆 |      |                  | 宣德初追封       |      |

### 邵陽伯
| 大明邵陽伯 |            |      |      |                  |                  |      |
| 傳位       | 諡號       | 姓名 | 年數 | 在位時間（公历） | 在位時間（夏历） | 备注 |
| 第1代      | 邵陽壯勇伯 | 馬聚 |      |                  | 宣德四年追封     |      |

### 清源伯
| 大明清源伯 |            |      |      |                  |                  |      |
| 傳位       | 諡號       | 姓名 | 年數 | 在位時間（公历） | 在位時間（夏历） | 备注 |
| 第1代      | 清源忠壯伯 | 冀傑 |      |                  | 宣德四年追封     |      |

### 西和伯
| 大明西和伯 |            |        |      |                  |                  |      |
| 傳位       | 諡號       | 姓名   | 年數 | 在位時間（公历） | 在位時間（夏历） | 备注 |
| 第1代      | 西和僖順伯 | 吳守義 |      |                  | 宣德四年追封     |      |

### 營山伯
| 大明營山伯 |            |      |      |                  |                  |      |
| 傳位       | 諡號       | 姓名 | 年數 | 在位時間（公历） | 在位時間（夏历） | 备注 |
| 第1代      | 營山武毅伯 | 高成 |      |                  | 宣德四年追封     |      |

### 湯陰伯
| 大明湯陰伯 |            |      |      |                  |                    |      |
| 傳位       | 諡號       | 姓名 | 年數 | 在位時間（公历） | 在位時間（夏历）   | 备注 |
| 第1代      | 湯陰忠襄伯 | 郭資 |      |                  | 宣德八年十二月追封 |      |

### 榆次伯
| 大明榆次伯 |            |      |      |                  |                  |      |
| 傳位       | 諡號       | 姓名 | 年數 | 在位時間（公历） | 在位時間（夏历） | 备注 |
| 第1代      | 榆次忠敏伯 | 張廉 |      |                  | 宣德年間追封     |      |

### 臨漳伯
| 大明臨漳伯 |        |      |      |                  |                  |      |
| 傳位       | 諡號   | 姓名 | 年數 | 在位時間（公历） | 在位時間（夏历） | 备注 |
| 第1代      | 臨漳伯 | 郭義 |      |                  | 宣德年間追封     |      |

## 英宗始封

### 會川伯
| 大明會川伯（1438年—1445年） |        |      |      |                  |                         |      |
| 傳位                        | 諡號   | 姓名 | 年數 | 在位時間（公历） | 在位時間（夏历）        | 备注 |
| 第1代                       | 會川伯 | 趙安 | 7年  | 1438年－1445年初 | 正統三年—正統九年十二月 |      |

### 寧遠伯
| 大明寧遠伯（1438年—1468年） |            |      |      |                       |                                 |        |
| 傳位                        | 諡號       | 姓名 | 年數 | 在位時間（公历）      | 在位時間（夏历）                | 备注   |
| 第1代                       | 寧遠僖武侯 | 任禮 | 28年 | 1438年－1465年        | 正統三年四月—成化元年正月       |        |
| 第2代                       | 寧遠伯     | 任壽 | 4年  | 1465年6月14日－1468年 | 成化元年五月丁卯—成化四年十一月 | 任禮子 |

### 定西伯
| 大明定西伯（1438年—1442年） |            |      |      |                  |                       |      |
| 傳位                        | 諡號       | 姓名 | 年數 | 在位時間（公历） | 在位時間（夏历）      | 备注 |
| 第1代                       | 涇國武勇公 | 蔣貴 | 5年  | 1438年－1442年   | 正統三年—正統七年五月 |      |
|                             |            |      |      |                  | 正統七年五月進封侯    |      |

### 惠安伯
| 大明惠安伯（1440年—1644年） |            |        |      |                             |                                       |          |
| 傳位                        | 諡號       | 姓名   | 年數 | 在位時間（公历）            | 在位時間（夏历）                      | 备注     |
| 第1代                       | 惠安伯     | 張昇   | 2年  | 1440年－1441年              | 正統五年—正統六年正月                 | 張麒子   |
| 第2代                       | 惠安伯     | 張琮   | 27年 | 1441年8月4日－1467年        | 正統六年七月壬子—成化三年八月         | 張昇孙   |
| 第3代                       | 惠安伯     | 張瑛   |      |                             | 成化                                  | 張琮弟   |
| 第4代                       | 惠安伯     | 張瓚   | 14年 | 1480年4月19日－1493年       | 成化十六年三月庚寅—弘治六年十月       | 張瑛庶兄 |
| 第5代                       | 惠安康靖伯 | 張偉   | 42年 | 1494年4月15日－1535年       | 弘治七年三月己亥—嘉靖十四年六月       | 張瓚子   |
| 第6代                       | 惠安伯     | 張鑭   | 13年 | 1538年5月1日－1550年1月29日 | 嘉靖十七年四月丙午—嘉靖廿九年正月丁丑 | 張偉子   |
| 第7代                       | 惠安伯     | 張元善 | 55年 | 1555年3月8日－1609年7月10日 | 嘉靖卅四年二月辛巳—萬曆卅七年六月己未 | 張鑭從子 |
| 第8代                       | 惠安伯     | 張慶臻 | 36年 | 1609年12月11日－1644年      | 萬曆卅七年十一月癸巳—崇禎十七年三月   | 張元善子 |

### 修武伯
| 大明修武伯（1441年—1493年） |            |      |      |                               |                                       |        |
| 傳位                        | 諡號       | 姓名 | 年數 | 在位時間（公历）              | 在位時間（夏历）                      | 备注   |
| 第1代                       | 修武襄榮伯 | 沈清 | 3年  | 1441年－1443年                | 正統六年十月—正統八年四月             |        |
| 第2代                       | 修武僖愍侯 | 沈榮 | 7年  | 1443年8月21日－1449年9月1日   | 正統八年七月己卯—正統十四年八月壬戌   | 沈清子 |
| 第3代                       | 修武伯     | 沈煜 | 26年 | 1452年－1477年                | 景泰三年五月—成化十三年               | 沈榮子 |
| 第4代                       | 修武伯     | 沈祺 |      |                               | 成化中                                | 沈煜子 |
| 第5代                       | 修武伯     | 沈坊 | 7年  | 1487年11月23日－1493年3月21日 | 成化廿三年十一月甲辰—弘治六年三月己巳 | 沈祺弟 |

### 永寧伯
| 大明永寧伯（1441年—1444年） |            |      |      |                        |                                 |      |
| 傳位                        | 諡號       | 姓名 | 年數 | 在位時間（公历）       | 在位時間（夏历）                | 备注 |
| 第1代                       | 永寧襄毅侯 | 譚廣 | 4年  | 1441年11月23日－1444年 | 正統六年十一月癸卯—正統九年十月 |      |

### 靖遠伯
| 大明靖遠伯（1442年—？） |            |        |      |                        |                               |          |
| 傳位                    | 諡號       | 姓名   | 年數 | 在位時間（公历）       | 在位時間（夏历）              | 备注     |
| 第1代                   | 靖遠忠毅侯 | 王驥   | 19年 | 1442年6月20日－1460年  | 正統七年五月壬申—天順四年五月 |          |
| 第2代                   | 靖遠伯     | 王？   | 12年 | 1460年10月26日－1471年 | 天順四年十月乙卯—成化七年二月 | 王驥子   |
| 第3代                   | 靖遠伯     | 王添   | 8年  | 1472年11月23日－1479年 | 成化八年—成化十五年八月       | 王？子   |
| 第4代                   | 靖遠伯     | 王憲   | 32年 | 1483年－1515年初       | 成化十九年二月—正德九年十二月 | 王添子   |
| 第5代                   | 靖遠伯     | 王瑾   |      | 1515年－               | 正德十年四月—                 | 王憲子   |
| 第6代                   | 靖遠伯     | 王學詩 |      | 1573年3月3日－         | 萬曆元年正月辛亥—             | 王瑾子   |
| 第7代                   | 靖遠伯     | 王學禮 | 38年 | 1576年5月8日－1613年   | 萬曆四年四月癸酉—萬曆卌一年   | 王學詩弟 |
| 第8代                   | 靖遠伯     | 王繼芳 | 2年  | 1613年8月27日－1614年  | 萬曆卌一年七月戊辰—萬曆卌二年 | 王學禮子 |
| 第9代                   | 靖遠伯     | 王永恩 |      | 1615年8月15日－        | 萬曆卌三年七月丙寅—           | 王繼芳子 |

### 平鄉伯
| 大明平鄉伯（1444年—1493年） |            |      |      |                        |                                   |        |
| 傳位                        | 諡號       | 姓名 | 年數 | 在位時間（公历）       | 在位時間（夏历）                  | 备注   |
| 第1代                       | 平鄉忠毅侯 | 陳懷 | 6年  | 1444年4月4日－1449年   | 正統九年三月丙寅—正統十四年       |        |
| 第2代                       | 平鄉伯     | 陳輔 |      | 1444年11月30日－       | 正統十四年十一月壬辰—             | 陳懷子 |
| 第3代                       | 平鄉伯     | 陳政 | 31年 | 1455年1月31日－1485年  | 景泰六年正月庚申—成化廿一年十一月 | 陳輔子 |
| 第4代                       | 平鄉伯     | 陳信 | 8年  | 1486年12月30日－1493年 | 成化廿二年十二月丙子—弘治六年正月 | 陳政子 |

### 招遠伯
| 大明招遠伯（1444年—1446年） |            |      |      |                      |                                 |      |
| 傳位                        | 諡號       | 姓名 | 年數 | 在位時間（公历）     | 在位時間（夏历）                | 备注 |
| 第1代                       | 招遠榮毅伯 | 馬亮 | 3年  | 1444年4月4日－1446年 | 正統九年三月丙寅—正統十一年七月 |      |

### 忠勇伯
| 大明忠勇伯（？—？） |            |      |      |                  |                       |        |
| 傳位                | 諡號       | 姓名 | 年數 | 在位時間（公历） | 在位時間（夏历）      | 备注   |
| 第1代               | 忠勇僖順侯 | 蔣信 |      |                  | 正統                  |        |
| 第2代               | 忠勇伯     | 蔣善 |      | 1454年9月10日－  | 景泰五年八月丁酉—弘治 | 蔣信子 |

### 蒙陰伯
| 大明蒙陰伯 |            |      |      |                  |                  |      |
| 傳位       | 諡號       | 姓名 | 年數 | 在位時間（公历） | 在位時間（夏历） | 备注 |
| 第1代      | 蒙陰襄毅伯 | 李英 |      |                  | 宣德十年追封     |      |

### 綿谷伯
| 大明綿谷伯 |            |      |      |                  |                  |      |
| 傳位       | 諡號       | 姓名 | 年數 | 在位時間（公历） | 在位時間（夏历） | 备注 |
| 第1代      | 綿谷莊靖伯 | 高文 |      |                  | 正統中追封       |      |

### 懷遠伯
| 大明懷遠伯 |            |      |      |                  |                    |      |
| 傳位       | 諡號       | 姓名 | 年數 | 在位時間（公历） | 在位時間（夏历）   | 备注 |
| 第1代      | 懷遠忠毅伯 | 山雲 |      |                  | 正統三年十一月追封 |      |

### 威遠伯
| 大明威遠伯 |            |      |      |                  |                  |      |
| 傳位       | 諡號       | 姓名 | 年數 | 在位時間（公历） | 在位時間（夏历） | 备注 |
| 第1代      | 威遠忠毅伯 | 方政 |      |                  | 正統五年八月追封 |      |

### 泌陽伯
| 大明泌陽伯 |            |      |      |                  |                  |      |
| 傳位       | 諡號       | 姓名 | 年數 | 在位時間（公历） | 在位時間（夏历） | 备注 |
| 第1代      | 泌陽榮襄伯 | 韓僖 |      |                  | 正統五年九月追封 |      |

### 臨武伯
| 大明臨武伯 |        |      |      |                  |                  |      |
| 傳位       | 諡號   | 姓名 | 年數 | 在位時間（公历） | 在位時間（夏历） | 备注 |
| 第1代      | 臨武伯 | 蕭授 |      |                  | 正統十年追封     |      |

### 萊陽伯
| 大明萊陽伯 |        |      |      |                  |                  |      |
| 傳位       | 諡號   | 姓名 | 年數 | 在位時間（公历） | 在位時間（夏历） | 备注 |
| 第1代      | 萊陽伯 | 孫榮 |      |                  | 正統中追封       |      |

### 山陽伯
| 大明山陽伯 |        |      |      |                  |                  |      |
| 傳位       | 諡號   | 姓名 | 年數 | 在位時間（公历） | 在位時間（夏历） | 备注 |
| 第1代      | 山陽伯 | 金純 |      |                  | 正統中追封       |      |

### 茌平伯
| 大明茌平伯 |            |      |      |                  |                  |      |
| 傳位       | 諡號       | 姓名 | 年數 | 在位時間（公历） | 在位時間（夏历） | 备注 |
| 第1代      | 茌平榮襄伯 | 吳中 |      |                  | 正統七年六月追封 |      |

## 代宗始封

### 武清伯
| 大明武清伯（1449年—1449年） |        |      |      |                               |                                       |      |
| 傳位                        | 諡號   | 姓名 | 年數 | 在位時間（公历）              | 在位時間（夏历）                      | 备注 |
| 第1代                       | 武清伯 | 石亨 | 1年  | 1449年9月10日－1449年10月31日 | 正统十四年八月辛未—正统十四年十月壬戌 |      |
|                             |        |      |      |                               | 正统十四年十月壬戌进封侯              |      |

### 昌平伯
| 大明昌平伯（1449年—1450年） |            |      |      |                               |                                       |      |
| 傳位                        | 諡號       | 姓名 | 年數 | 在位時間（公历）              | 在位時間（夏历）                      | 备注 |
| 第1代                       | 潁國武襄公 | 楊洪 | 2年  | 1449年9月10日－1450年12月28日 | 正统十四年八月辛未—景泰元年十一月乙丑 |      |
|                             |            |      |      |                               | 景泰元年十一月乙丑进封侯              |      |

### 定襄伯
| 大明定襄伯（1450年—1478年） |            |      |      |                       |                                   |          |
| 傳位                        | 諡號       | 姓名 | 年數 | 在位時間（公历）      | 在位時間（夏历）                  | 备注     |
| 第1代                       | 定襄忠武侯 | 郭登 | 8年  | 1450年3月8日－1457年  | 景泰元年閏正月庚午—天順元年二月   |          |
| 复封                        | 定襄忠武侯 | 郭登 | 9年  | 1464年3月16日－1472年 | 天順八年二月壬辰—成化八年四月     |          |
| 第2代                       | 定襄伯     | 郭嵩 | 7年  | 1473年1月1日－1478年  | 成化八年十二月乙丑—成化十四年正月 | 郭登從子 |

### 撫寧伯
| 大明撫寧伯（1450年—1467年） |            |      |      |                             |                                   |        |
| 傳位                        | 諡號       | 姓名 | 年數 | 在位時間（公历）            | 在位時間（夏历）                  | 备注   |
| 第1代                       | 撫寧武襄侯 | 朱謙 | 2年  | 1450年10月11日－1451年      | 景泰元年九月丁未—景泰二年二月     |        |
| 第2代                       | 宣平武莊王 | 朱永 | 17年 | 1451年8月31日－1467年2月9日 | 景泰二年八月辛未—成化三年正月壬申 | 朱謙子 |
|                             |            |      |      |                             | 成化三年正月壬申进封侯            |        |

### 安平伯
| 大明安平伯（？—1457年） |        |      |      |                  |                   |          |
| 傳位                    | 諡號   | 姓名 | 年數 | 在位時間（公历） | 在位時間（夏历）  | 备注     |
| 第1代                   | 安平伯 | 吳安 |      | ？－1457年       | 景泰—天順元年二月 | 吳太后兄 |

### 鎮遠伯
| 大明鎮遠伯（1452年—1457年） |        |        |      |                             |                                   |      |
| 傳位                        | 諡號   | 姓名   | 年數 | 在位時間（公历）            | 在位時間（夏历）                  | 备注 |
| 第1代                       | 鎮遠伯 | 顧興祖 | 6年  | 1452年5月20日－1457年8月1日 | 景泰三年五月甲午—天順元年七月癸酉 |      |
|                             |        |        |      |                             | 天順元年七月癸酉进封侯            |      |

### 南和伯
| 大明南和伯（1454年—？） |            |        |      |                              |                                       |          |
| 傳位                    | 諡號       | 姓名   | 年數 | 在位時間（公历）             | 在位時間（夏历）                      | 备注     |
| 第1代                   | 南和忠襄侯 | 方瑛   | 4年  | 1454年－1457年8月16日        | 景泰五年—天順元年七月戊子             | 方政子   |
|                         |            |        |      |                              | 天順元年七月戊子进封侯                |          |
| 第2代                   | 南和伯     | 方毅   |      | 1461年1月29日－              | 天順四年十二月庚寅—                   | 方瑛子   |
| 第3代                   | 南和康順伯 | 方壽祥 | 58年 | 1481年5月20日－1538年9月29日 | 成化十七年四月丙辰—嘉靖十七年九月丁丑 | 方毅子   |
| 第4代                   | 南和伯     | 方東   | 13年 | 1539年10月15日－1551年       | 嘉靖十八年九月戊戌—嘉靖三十年九月     | 方壽祥子 |
| 第5代                   | 南和伯     | 方炳   |      | 1554年12月6日－              | 嘉靖卅三年十一月己酉—                 | 方東子   |
| 第6代                   | 南和伯     | 方應奇 |      | 1568年－                     | 隆慶二年—                             | 方炳子   |
| 第7代                   | 南和伯     | 方？   | 28年 | 1572年2月9日－1600年初       | 隆慶六年正月癸未—萬曆廿七年十二月     | 方炳從弟 |
| 第8代                   | 南和伯     | 方一元 |      | 1615年4月7日－               | 萬曆卌三年三月丙辰—                   | 方？子   |

### 南寧伯
| 大明南寧伯（1454年—？） |            |        |      |                              |                                       |          |
| 傳位                    | 諡號       | 姓名   | 年數 | 在位時間（公历）             | 在位時間（夏历）                      | 备注     |
| 第1代                   | 南寧莊毅侯 | 毛勝   | 5年  | 1454年－1458年               | 景泰五年—天順二年八月                 |          |
| 第2代                   | 南寧伯     | 毛榮   | 12年 | 1459年12月31日－1470年       | 天順三年十二月乙卯—成化六年正月       | 毛勝子   |
| 第3代                   | 南寧伯     | 毛文   | 23年 | 1471年3月6日－1493年         | 成化七年二月戊午—弘治六年八月         | 毛榮子   |
| 第4代                   | 南寧伯     | 毛良   | 47年 | 1494年3月23日－1540年12月8日 | 弘治七年二月丙子—嘉靖十九年十一月戊戌 | 毛文子   |
| 第5代                   | 南寧伯     | 毛重器 | 14年 | 1542年8月28日－1555年3月5日  | 嘉靖廿一年七月丙寅—嘉靖卅四年二月戊寅 | 毛良子   |
| 第6代                   | 南寧伯     | 毛邦器 | 7年  | 1555年9月16日－1561年        | 嘉靖卅四年九月癸巳—嘉靖四十年         | 毛重器弟 |
| 第7代                   | 南寧伯     | 毛國器 |      | 1562年7月1日－               | 嘉靖卌一年六月癸丑—                   | 毛邦器弟 |
| 第8代                   | 南寧伯     | 毛祖德 |      | 1598年10月18日－             | 萬曆廿三年九月乙酉—                   | 毛國器子 |
| 第9代                   | 南寧伯     | 毛孟龍 |      | －1636年                     | 天啟—崇禎九年                         | 毛祖德子 |
| 第10代                  | 南寧伯     | 毛茂龍 |      | 1637年3月20日－              | 崇禎十年二月甲午—                     | 毛孟龍弟 |

### 任丘伯
| 大明任丘伯 |        |      |      |                  |                  |      |
| 傳位       | 諡號   | 姓名 | 年數 | 在位時間（公历） | 在位時間（夏历） | 备注 |
| 第1代      | 任丘伯 | 梁成 |      |                  | 景泰間追封       |      |

### 山陽伯
| 大明山陽伯 |        |      |      |                  |                  |      |
| 傳位       | 諡號   | 姓名 | 年數 | 在位時間（公历） | 在位時間（夏历） | 备注 |
| 第1代      | 山陽伯 | 武興 |      |                  | 景泰間追封       |      |

### 溧陽伯
| 大明溧陽伯（1453年—？） |            |        |      |                  |                  |        |
| 傳位                    | 諡號       | 姓名   | 年數 | 在位時間（公历） | 在位時間（夏历） | 备注   |
| 第1代                   | 溧陽僖順伯 | 紀廣   |      |                  | 景泰四年追封     |        |
| 第2代                   | 溧陽伯     | 紀順寧 |      | 1453年－         | 景泰四年七月—    | 紀廣子 |

### 沭陽伯
| 大明沭陽伯 |        |      |      |                  |                  |      |
| 傳位       | 諡號   | 姓名 | 年數 | 在位時間（公历） | 在位時間（夏历） | 备注 |
| 第1代      | 沭陽伯 | 金濂 |      |                  | 景泰間追封       |      |

## 英宗始封

### 文安伯
| 大明文安伯（1457年—1463年） |            |      |      |                       |                               |        |
| 傳位                        | 諡號       | 姓名 | 年數 | 在位時間（公历）      | 在位時間（夏历）              | 备注   |
| 第1代                       | 文安忠僖侯 | 張輗 | 6年  | 1457年2月11日－1462年 | 天順元年正月壬午—天順六年二月 |        |
| 第2代                       | 文安伯     | 張斌 | 4年  | 1462年7月23日－1463年 | 天順六年六月庚寅—天順七年八月 | 張輗子 |

### 興濟伯
| 大明興濟伯（1457年—1465年） |            |      |      |                        |                               |        |
| 傳位                        | 諡號       | 姓名 | 年數 | 在位時間（公历）       | 在位時間（夏历）              | 备注   |
| 第1代                       | 興濟忠敏侯 | 楊善 | 2年  | 1457年2月15日－1458年  | 天順元年正月丙戌—天順二年五月 |        |
| 第2代                       | 興濟伯     | 楊宗 | 8年  | 1458年10月19日－1465年 | 天順二年九月丁酉—成化元年     | 楊善子 |

### 海寧伯
| 大明海寧伯（1457年—1476年） |        |      |      |                       |                                   |      |
| 傳位                        | 諡號   | 姓名 | 年數 | 在位時間（公历）      | 在位時間（夏历）                  | 备注 |
| 第1代                       | 海寧伯 | 董興 | 20年 | 1457年2月18日－1476年 | 天順元年正月己丑—成化十二年十一月 |      |

### 懷寧伯
| 大明懷寧伯（1457年—1461年） |        |      |      |                       |                               |      |
| 傳位                        | 諡號   | 姓名 | 年數 | 在位時間（公历）      | 在位時間（夏历）              | 备注 |
| 第1代                       | 懷寧伯 | 孫鏜 | 5年  | 1457年2月18日－1461年 | 天順元年正月己丑—天順五年七月 |      |
|                             |        |      |      |                       | 天順五年七月進封侯            |      |

### 豐潤伯
| 大明豐潤伯（1457年—？） |            |        |      |                              |                                   |          |
| 傳位                    | 諡號       | 姓名   | 年數 | 在位時間（公历）             | 在位時間（夏历）                  | 备注     |
| 第1代                   | 豐潤莊武侯 | 曹義   | 4年  | 1457年3月5日－1460年         | 天順元年二月甲辰—天順四年正月     |          |
| 第2代                   | 豐潤伯     | 曹振   | 30年 | 1460年－1489年               | 天順四年七月—弘治二年五月         | 曹義子   |
| 第3代                   | 豐潤伯     | 曹愷   | 37年 | 1490年3月8日－1526年7月31日  | 弘治三年二月庚子—嘉靖五年六月甲戌 | 曹振子   |
| 第4代                   | 豐潤伯     | 曹棟   | 3年  | 1526年11月21日－1528年2月7日 | 嘉靖五年十月丁卯—嘉靖七年正月庚寅 | 曹愷子   |
| 第5代                   | 豐潤伯     | 曹松   |      | 1528年－                     | 嘉靖七年—                         | 曹棟庶兄 |
| 第6代                   | 豐潤伯     | 曹文炳 |      | 1561年12月18日－             | 嘉靖四十年十一月戊戌—             | 曹松子   |
| 第7代                   | 豐潤伯     | 曹允成 | 21年 | 1595年8月4日－1615年         | 萬曆廿三年六月庚午—萬曆卌三年     | 曹文炳子 |
| 第8代                   | 豐潤伯     | 曹匡治 |      | 1628年3月11日－              | 崇禎元年二月戊戌—                 | 曹允成子 |

### 東寧伯
| 大明東寧伯（1457年—？） |            |        |      |                              |                                       |          |
| 傳位                    | 諡號       | 姓名   | 年數 | 在位時間（公历）             | 在位時間（夏历）                      | 备注     |
| 第1代                   | 東寧襄毅侯 | 焦禮   | 7年  | 1457年3月5日－1463年         | 天順元年二月甲辰—天順七年正月         |          |
| 第2代                   | 東寧伯     | 焦壽   | 10年 | 1463年－1472年               | 天順七年正月—成化八年十一月           | 焦禮子   |
| 第3代                   | 東寧伯     | 焦俊   | 28年 | 1473年11月9日－1500年        | 成化九年十月丁丑—弘治十三年九月       | 焦壽弟   |
| 第4代                   | 東寧伯     | 焦淇   | 11年 | 1502年1月2日－1511年11月17日 | 弘治十四年十一月戊戌—正德六年十月甲辰 | 焦俊子   |
| 第5代                   | 東寧伯     | 焦洵   | 7年  | 1513年－1519年8月18日        | 正德八年—正德十四年七月乙卯           | 焦淇弟   |
| 第6代                   | 東寧伯     | 焦棟   | 37年 | 1521年3月12日－1557年2月18日 | 正德十六年二月丁亥—嘉靖卅六年正月甲戌 | 焦洵從子 |
| 第7代                   | 東寧伯     | 焦文耀 |      | 1563年5月24日－              | 嘉靖卌二年四月乙卯—                   | 焦棟子   |
| 第8代                   | 東寧伯     | 焦夢熊 |      |                              |                                       | 焦文耀弟 |

### 懷柔伯
| 大明懷柔伯（1457年—？） |            |        |      |                               |                                       |          |
| 傳位                    | 諡號       | 姓名   | 年數 | 在位時間（公历）              | 在位時間（夏历）                      | 备注     |
| 第1代                   | 懷柔威靖侯 | 施聚   | 6年  | 1457年3月5日－1462年          | 天順元年二月甲辰—天順六年九月         |          |
| 第2代                   | 懷柔伯     | 施榮   | 3年  | 1463年6月21日－1465年         | 天順七年六月癸亥—成化元年正月         | 施聚子   |
| 第3代                   | 懷柔伯     | 施鑑   | 4年  | 1465年7月14日－1468年         | 成化元年六月丁酉—成化四年八月         | 施榮子   |
| 复封                    | 懷柔伯     | 施鑑   | 19年 | 1477年－1495年                | 成化十三年四月—弘治八年正月           | 施榮子   |
| 第4代                   | 懷柔伯     | 施瓚   | 35年 | 1495年12月30日－1530年1月10日 | 弘治八年十二月乙亥—嘉靖八年十二月癸酉 | 施鑑子   |
| 第5代                   | 懷柔伯     | 施瑾   |      |                               | 嘉靖                                  | 施瓚弟   |
| 第6代                   | 懷柔伯     | 施燾   | 20年 | 1536年6月10日－1555年6月24日  | 嘉靖十五年五月丙子—嘉靖卅四年六月己巳 | 施瑾子   |
| 第7代                   | 懷柔伯     | 施嵩   | 14年 | 1557年1月17日－1569年4月14日  | 嘉靖卅五年十二月壬寅—隆慶三年三月壬申 | 施燾子   |
| 第8代                   | 懷柔伯     | 施光祖 |      | 1570年11月3日－               | 隆慶四年十月庚子—                     | 施嵩子   |
| 第9代                   | 懷柔伯     | 施壯猷 | 29年 | 1606年5月20日－1634年         | 萬曆卅四年四月壬子—崇禎七年           | 施光祖子 |
| 第10代                  | 懷柔伯     | 施兆麟 |      | 1637年－                      | 崇禎十年正月—                         | 施壯猷子 |

### 武功伯
| 大明武功伯（1457年—1457年） |        |        |      |                      |                           |      |
| 傳位                        | 諡號   | 姓名   | 年數 | 在位時間（公历）     | 在位時間（夏历）          | 备注 |
| 第1代                       | 武功伯 | 徐有貞 | 1年  | 1457年4月3日－1457年 | 天順元年三月癸酉—天順元年 |      |

### 富陽伯
| 大明富陽伯（1457年—1479年） |        |      |      |                  |                             |          |
| 傳位                        | 諡號   | 姓名 | 年數 | 在位時間（公历） | 在位時間（夏历）            | 备注     |
| 第1代                       | 富陽伯 | 李輿 | 23年 | 1457年－1479年   | 天順元年七月—成化十五年八月 | 李茂芳子 |

### 保定伯
| 大明保定伯（1457年—1473年） |        |      |      |                          |                                   |        |
| 傳位                        | 諡號   | 姓名 | 年數 | 在位時間（公历）         | 在位時間（夏历）                  | 备注   |
| 第1代                       | 保定伯 | 孟俊 | 4年  | 1457年8月1日－1460年     | 天順元年七月癸酉—天順四年六月     | 孟瑛子 |
| 第2代                       | 保定伯 | 孟昂 | 13年 | 1460年11月18日－1473年初 | 天順四年十一月戊寅—成化八年十二月 | 孟俊子 |

### 武平伯
| 大明武平伯（1457年—？） |            |        |      |                              |                                     |          |
| 傳位                    | 諡號       | 姓名   | 年數 | 在位時間（公历）             | 在位時間（夏历）                    | 备注     |
| 第1代                   | 沔國武僖公 | 陳友   | 3年  | 1457年8月16日－1459年5月19日 | 天順元年七月戊子—天順三年四月己巳   |          |
|                         |            |        |      |                              | 天順三年四月己巳進封侯              |          |
| 第2代                   | 武平伯     | 陳能   | 24年 | 1460年7月11日－1483年        | 天順四年六月戊辰—成化十九年七月     | 陳友子   |
| 第3代                   | 武平伯     | 陳綱   | 12年 | 1484年4月21日－1495年        | 成化二十年三月癸丑—弘治八年三月     | 陳能子   |
| 第4代                   | 武平伯     | 陳勳   | 14年 | 1496年6月6日－1509年         | 弘治九年四月壬寅—正德四年十月       | 陳綱子   |
| 第5代                   | 武平伯     | 陳熹   |      | 1510年－                     | 正德五年—                           | 陳勳弟   |
| 第6代                   | 武平伯     | 陳大策 | 44年 | 1534年4月12日－1577年        | 嘉靖十三年閏二月丙寅—萬曆五年閏八月 | 陳熹子   |
| 第7代                   | 武平伯     | 陳永壽 |      | 1578年1月20日－              | 萬曆五年十二月乙未—                 | 陳大策子 |
| 第8代                   | 武平伯     | 陳世恩 |      |                              |                                     | 陳永壽子 |

### 定遠伯
| 大明定遠伯（1457年—1459年） |        |      |      |                              |                                   |      |
| 傳位                        | 諡號   | 姓名 | 年數 | 在位時間（公历）             | 在位時間（夏历）                  | 备注 |
| 第1代                       | 定遠伯 | 石彪 | 3年  | 1457年8月16日－1459年5月19日 | 天順元年七月戊子—天順三年四月己巳 |      |
|                             |        |      |      |                              | 天順三年四月己巳進封侯            |      |

### 高陽伯
| 大明高陽伯（1457年—？） |        |      |      |                  |                   |      |
| 傳位                    | 諡號   | 姓名 | 年數 | 在位時間（公历） | 在位時間（夏历）  | 备注 |
| 第1代                   | 高陽伯 | 李文 |      | 1457年8月16日－  | 天順元年七月戊子— |      |

### 武強伯
| 大明武強伯（1457年—1460年） |        |      |      |                       |                                 |          |
| 傳位                        | 諡號   | 姓名 | 年數 | 在位時間（公历）      | 在位時間（夏历）                | 备注     |
| 第1代                       | 武強伯 | 楊能 | 4年  | 1457年8月16日－1460年 | 天順元年七月戊子—天順四年十一月 | 楊洪從子 |

### 宣城伯
| 大明宣城伯（1457年—1644年） |            |        |      |                              |                                     |          |
| 傳位                        | 諡號       | 姓名   | 年數 | 在位時間（公历）             | 在位時間（夏历）                    | 备注     |
| 第1代                       | 宣城壮勇侯 | 衛穎   | 32年 | 1457年11月20日－1498年       | 天順元年十一月甲子—弘治十一年       |          |
| 第2代                       | 宣城伯     | 衛璋   |      | 1498年6月19日－              | 弘治十一年五月乙丑—                 | 衛穎子   |
| 第3代                       | 宣城康靖伯 | 衛錞   | 40年 | 1518年2月12日－1557年        | 正德十三年正月癸卯—嘉靖卅六年正月   | 衛璋子   |
| 第4代                       | 宣城伯     | 衛守正 | 12年 | 1557年6月20日－1568年6月23日 | 嘉靖卅六年五月丙子—隆慶二年五月丁丑 | 衛錞子   |
| 第5代                       | 宣城伯     | 衛國本 |      | 1568年9月18日－              | 隆慶二年八月甲辰—                   | 衛守正子 |
| 第6代                       | 宣城伯     | 衛應爵 | 8年  | 1600年10月7日－1607年        | 萬曆廿八年九月辛丑—萬曆卅五年       | 衛國本子 |
| 第7代                       | 宣城伯     | 衛時泰 | 34年 | 1611年3月22日－1644年        | 萬曆卅九年二月己卯—崇禎十七年三月   | 衛應爵子 |

### 昭武伯
| 大明昭武伯（1457年—1461年） |        |      |      |                  |                             |            |
| 傳位                        | 諡號   | 姓名 | 年數 | 在位時間（公历） | 在位時間（夏历）            | 备注       |
| 第1代                       | 昭武伯 | 曹欽 | 5年  | 1457年－1461年   | 天順元年十二月—天順五年七月 | 曹吉祥嗣子 |

### 彰武伯
| 大明彰武伯（1458年—？） |            |        |      |                             |                                     |          |
| 傳位                    | 諡號       | 姓名   | 年數 | 在位時間（公历）            | 在位時間（夏历）                    | 备注     |
| 第1代                   | 彰武武毅侯 | 楊信   | 20年 | 1458年8月16日－1478年初     | 天順二年—成化十三年十二月           | 楊洪從子 |
| 第2代                   | 彰武伯     | 楊瑾   | 12年 | 1478年5月27日－1489年       | 成化十四年四月丁巳—弘治二年四月     | 楊信子   |
| 第3代                   | 彰武伯     | 楊質   | 42年 | 1497年4月8日－1538年8月21日 | 弘治十年三月戊申—嘉靖十七年七月戊戌 | 楊瑾子   |
| 第4代                   | 彰武伯     | 楊儒   | 24年 | 1539年2月16日－1562年       | 嘉靖十八年正月丁酉—嘉靖卌一年五月   | 楊質子   |
| 第5代                   | 彰武伯     | 楊炳   | 25年 | 1563年1月20日－1586年       | 嘉靖卌一年十二月丙子—萬曆十四年三月 | 楊儒子   |
| 第6代                   | 彰武伯     | 楊世階 |      | －1611年                    | —萬曆卌九年                         | 楊炳子   |
| 第7代                   | 彰武伯     | 楊崇猷 |      | 1621年1月10日－             | 泰昌元年十二月辛酉—                 | 楊世階子 |

### 成安伯
| 大明成安伯（1459年—1644年） |        |        |      |                             |                                       |          |
| 傳位                        | 諡號   | 姓名   | 年數 | 在位時間（公历）            | 在位時間（夏历）                      | 备注     |
| 第1代                       | 成安伯 | 郭昂   | 8年  | 1459年3月16日－1466年       | 天順三年二月乙丑—成化二年閏二月       | 郭晟弟   |
| 第2代                       | 成安伯 | 孟？   | 23年 | 1470年2月22日－1492年       | 成化六年正月辛丑—弘治五年十一月       | 郭昂子   |
| 第3代                       | 成安伯 | 郭寧   | 30年 | 1493年－1523年1月14日       | 弘治六年—嘉靖元年十二月庚子           | 郭？子   |
| 第4代                       | 成安伯 | 郭瓚   |      | 1523年2月22日－             | 嘉靖二年二月己卯—                     | 郭寧從子 |
| 第5代                       | 成安伯 | 郭應乾 | 38年 | 1549年7月6日－1586年        | 嘉靖廿八年六月庚戌—萬曆十四年         | 郭瓚子   |
| 第6代                       | 成安伯 | 郭邦柱 |      | 1586年－                    | 萬曆十四年—                           | 郭應乾子 |
| 第7代                       | 成安伯 | 郭邦相 | 20年 | 1589年6月9日－1608年6月24日 | 萬曆十七年四月癸卯—萬曆卅六年五月戊戌 | 郭邦柱弟 |
| 第8代                       | 成安伯 | 郭祚延 | 3年  | 1610年3月18日－1612年       | 萬曆卅八年二月庚午—萬曆四十年         | 郭邦相子 |
| 第9代                       | 成安伯 | 郭祚久 | 10年 | 1613年2月11日－1621年       | 萬曆四十年十二月辛亥—天啟元年         | 郭祚延弟 |
| 第10代                      | 成安伯 | 郭邦棟 |      | 1621年9月19日－             | 天啟元年八月癸酉—崇祯                 | 郭邦相弟 |
| 第11代                      | 成安伯 | 郭祚永 |      | －1644年                    | 崇祯                                  | 郭邦棟子 |

## 憲宗始封

### 武靖伯
| 大明武靖伯（1466年—？） |            |        |      |                        |                                 |          |
| 傳位                    | 諡號       | 姓名   | 年數 | 在位時間（公历）       | 在位時間（夏历）                | 备注     |
| 第1代                   | 容國恭肅公 | 趙輔   | 3年  | 1466年12月19日－1468年 | 成化二年十一月庚辰—成化四年正月 |          |
|                         |            |        |      |                        | 成化四年正月進封侯              |          |
| 第2代                   | 武靖伯     | 趙承慶 | 21年 | 1487年－1507年8月29日  | 成化廿三年—正德二年七月癸亥     | 趙輔子   |
| 第3代                   | 武靖伯     | 趙弘澤 |      | 1508年7月11日－        | 正德三年六月庚辰—               | 趙承慶子 |
| 第4代                   | 武靖伯     | 趙世爵 | 15年 | 1529年－1543年8月11日  | 嘉靖八年—嘉靖廿二年七月甲寅     | 趙弘澤子 |
| 第5代                   | 武靖伯     | 趙國斌 |      | 1544年5月1日－         | 嘉靖廿三年四月戊寅—             | 趙世爵孫 |
| 第6代                   | 武靖伯     | 趙光遠 |      | 1574年6月23日－        | 萬曆二年六月戊申—               | 趙國斌子 |
| 第7代                   | 武靖伯     | 趙祖蔭 | 17年 | 1596年6月9日－1612年   | 萬曆廿四年五月庚辰—萬曆四十年   | 趙光遠子 |
| 第8代                   | 武靖伯     | 趙祖芳 |      | 1614年11月11日－       | 萬曆卌二年十月己丑—             | 趙祖蔭弟 |
| 第9代                   | 武靖伯     | 趙     |      |                        |                                 | 趙祖芳子 |

### 伏羌伯
| 大明伏羌伯（1467年—？） |            |        |      |                              |                                       |          |
| 傳位                    | 諡號       | 姓名   | 年數 | 在位時間（公历）             | 在位時間（夏历）                      | 备注     |
| 第1代                   | 伏羌侯     | 毛忠   | 2年  | 1467年5月8日－1468年         | 成化三年四月庚子—成化四年十一月       |          |
| 第2代                   | 伏羌威襄伯 | 毛銳   |      | 1469年6月3日－               | 成化五年四月丁丑—                     | 毛忠孫   |
| 第3代                   | 伏羌伯     | 毛江   | 11年 | 1524年9月29日－1534年        | 嘉靖三年九月甲子—嘉靖十三年           | 毛銳子   |
| 第4代                   | 伏羌伯     | 毛漢   |      | 1534年6月28日－              | 嘉靖十三年五月癸未—                   | 毛江弟   |
| 第5代                   | 伏羌伯     | 毛桓   | 5年  | 1554年9月30日－1558年9月20日 | 嘉靖卅三年九月壬寅—嘉靖卅七年八月癸酉 | 毛漢從子 |
| 第6代                   | 伏羌伯     | 毛登   | 33年 | 1560年9月18日－1592年3月28日 | 嘉靖卅九年八月壬戌—萬曆二十年二月丙午 | 毛桓子   |
|                         |            |        |      |                              |                                       |          |
| 第？代                  | 伏羌伯     | 毛承祚 |      | 1631年2月28日－              | 崇禎四年正月壬寅—                     | 毛登子   |

### 慶雲伯
| 大明慶雲伯（1467年—1481年） |            |      |      |                       |                                     |        |
| 傳位                        | 諡號       | 姓名 | 年數 | 在位時間（公历）      | 在位時間（夏历）                    | 备注   |
| 第1代                       | 寧國榮靖公 | 周壽 | 15年 | 1467年12月9日－1481年 | 成化三年十一月乙亥—成化十七年十二月 | 周能子 |
|                             |            |      |      |                       | 成化十七年十二月進封侯              |        |

### 順義伯
| 大明順義伯（1468年—1481年） |            |        |      |                        |                                   |      |
| 傳位                        | 諡號       | 姓名   | 年數 | 在位時間（公历）       | 在位時間（夏历）                  | 备注 |
| 第1代                       | 順義榮莊伯 | 羅秉忠 | 13年 | 1468年9月8日－1481年初 | 成化四年八月己酉—成化十六年十二月 |      |

### 靖安伯
| 大明靖安伯（1469年—1474年） |            |      |      |                       |                               |      |
| 傳位                        | 諡號       | 姓名 | 年數 | 在位時間（公历）      | 在位時間（夏历）              | 备注 |
| 第1代                       | 靖安武敏伯 | 和勇 | 6年  | 1469年7月19日－1474年 | 成化五年六月癸亥—成化十年二月 |      |

### 寧晉伯
| 大明寧晉伯（1471年—？） |            |        |      |                               |                                     |          |
| 傳位                    | 諡號       | 姓名   | 年數 | 在位時間（公历）              | 在位時間（夏历）                    | 备注     |
| 第1代                   | 寧晉威勇侯 | 劉聚   | 4年  | 1471年4月1日－1474年          | 成化七年三月甲申—成化十年四月       |          |
| 第2代                   | 寧晉伯     | 劉祿   |      | 1474年－                      | 成化十年閏六月—                     | 劉聚子   |
| 第3代                   | 寧晉伯     | 劉福   | 27年 | 1475年7月10日－1501年         | 成化十一年六月乙酉—弘治十四年十月   | 劉祿弟   |
| 第4代                   | 寧晉伯     | 劉岳   |      | 1502年4月27日－               | 弘治十五年三月癸巳—                 | 劉福子   |
| 第5代                   | 寧晉伯     | 劉文   |      | 1527年－                      | 嘉靖六年—                           | 劉岳弟   |
| 第6代                   | 寧晉伯     | 劉良璽 |      | 1544年5月1日－                | 嘉靖廿三年四月戊寅—                 | 劉文子   |
| 第7代                   | 寧晉伯     | 劉斌   | 15年 | 1556年3月21日－1570年11月14日 | 嘉靖卅五年二月庚子—隆慶四年十月辛丑 | 劉文弟   |
| 第8代                   | 寧晉伯     | 劉應芳 |      | 1575年3月7日－                | 萬曆三年正月乙丑—                   | 劉斌子   |
| 第9代                   | 寧晉伯     | 劉天錫 |      | 1602年9月11日－               | 萬曆三十年七月乙酉—                 | 劉應芳子 |
| 第10代                  | 寧晉伯     | 劉光溥 |      | 1638年8月3日－                | 崇禎十一年六月乙卯—                 | 劉天錫子 |

### 興寧伯
| 大明興寧伯（1476年—1486年） |        |      |      |                       |                               |      |
| 傳位                        | 諡號   | 姓名 | 年數 | 在位時間（公历）      | 在位時間（夏历）              | 备注 |
| 第1代                       | 興寧伯 | 李震 | 3年  | 1476年10月7日－1478年 | 成化十二年九月庚申—成化十四年 |      |
| 复封                        | 興寧伯 | 李震 | 3年  | 1484年－1486年        | 成化二十年九月—成化廿二年八月 |      |

### 安昌伯
| 大明安昌伯（1479年—？） |        |        |      |                         |                                     |            |
| 傳位                    | 諡號   | 姓名   | 年數 | 在位時間（公历）        | 在位時間（夏历）                    | 备注       |
| 第1代                   | 安昌伯 | 錢承宗 | 47年 | 1479年2月14日－1526年初 | 成化十五年正月庚辰—嘉靖四年閏十二月 | 睿皇后弟孫 |
| 第2代                   | 安昌伯 | 錢維圻 |      | 1526年9月10日－         | 嘉靖五年八月乙卯—                   | 錢承宗子   |

### 威寧伯
| 大明威寧伯（1480年—？） |            |      |      |                  |                  |      |
| 傳位                    | 諡號       | 姓名 | 年數 | 在位時間（公历） | 在位時間（夏历） | 备注 |
| 第1代                   | 威寧襄敏伯 | 王越 |      | 1480年－         | 成化十六年—      |      |

### 昌寧伯
| 大明昌寧伯（1483年—1487年） |            |      |      |                        |                                   |      |
| 傳位                        | 諡號       | 姓名 | 年數 | 在位時間（公历）       | 在位時間（夏历）                  | 备注 |
| 第1代                       | 昌寧庄敏侯 | 趙勝 | 5年  | 1483年11月26日－1487年 | 成化十九年十月丙戌—成化廿三年七月 |      |

### 瑞安伯
| 大明瑞安伯（1484年—？） |            |      |      |                  |                           |          |
| 傳位                    | 諡號       | 姓名 | 年數 | 在位時間（公历） | 在位時間（夏历）          | 备注     |
| 第1代                   | 瑞安榮靖侯 | 王源 | 10年 | 1484年－1493年   | 成化二十年十一月—弘治六年 | 純皇后弟 |
|                         |            |      |      |                  | 弘治六年進封侯            |          |
| 第2代                   | 瑞安伯     | 王橋 |      | 1524年12月11日－ | 嘉靖三年十一月丁丑—       | 王源子   |

### 長寧伯
| 大明長寧伯（1485年—1559年） |        |        |      |                       |                                   |        |
| 傳位                        | 諡號   | 姓名   | 年數 | 在位時間（公历）      | 在位時間（夏历）                  | 备注   |
| 第1代                       | 長寧伯 | 周彧   | 24年 | 1485年－1508年        | 成化二十一年—正德三年十二月       | 周能子 |
| 第2代                       | 長寧伯 | 周瑭   | 11年 | 1509年－1519年        | 正德四年二月—正德十四年三月       | 周彧子 |
| 第3代                       | 長寧伯 | 周大經 | 41年 | 1519年－1559年7月28日 | 正德十四年七月—嘉靖卅八年六月甲子 | 周瑭子 |

### 固原伯
| 大明固原伯 |            |      |      |                  |                  |      |
| 傳位       | 諡號       | 姓名 | 年數 | 在位時間（公历） | 在位時間（夏历） | 备注 |
| 第1代      | 固原毅敏伯 | 劉玉 |      |                  | 成化中追封       |      |

### 宣良伯
| 大明宣良伯 |        |      |      |                  |                  |      |
| 傳位       | 諡號   | 姓名 | 年數 | 在位時間（公历） | 在位時間（夏历） | 备注 |
| 第1代      | 宣良伯 | 冉保 |      |                  | 成化中追封       |      |

## 孝宗始封

### 壽寧伯
| 大明壽寧伯（1491年—1492年） |            |        |      |                       |                               |           |
| 傳位                        | 諡號       | 姓名   | 年數 | 在位時間（公历）      | 在位時間（夏历）              | 备注      |
| 第1代                       | 昌國莊肅公 | 張巒   | 2年  | 1491年3月22日－1492年 | 弘治四年二月己未—弘治五年三月 | 敬皇后 父 |
| 第2代                       | 壽寧伯     | 張鶴齡 |      | 1492年－?             | 弘治五年三月進封侯            |           |

### 建昌伯
| 大明建昌伯（1495年—1503年） |        |        |      |                      |                                 |        |
| 傳位                        | 諡號   | 姓名   | 年數 | 在位時間（公历）     | 在位時間（夏历）                | 备注   |
| 第1代                       | 建昌伯 | 張延齡 | 9年  | 1495年5月6日－1503年 | 弘治八年四月乙丑—弘治十六年九月 | 張巒子 |
|                             |        |        |      |                      | 弘治十六年九月進封侯            |        |

### 崇善伯
| 大明崇善伯（1497年—1534年） |        |      |      |                  |                     |        |
| 傳位                        | 諡號   | 姓名 | 年數 | 在位時間（公历） | 在位時間（夏历）    | 备注   |
| 第1代                       | 崇善伯 | 王清 | 38年 | 1497年－1534年   | 弘治十年—嘉靖十三年 | 王源弟 |

### 廣昌伯
| 大明廣昌伯 |        |      |      |                  |                  |      |
| 傳位       | 諡號   | 姓名 | 年數 | 在位時間（公历） | 在位時間（夏历） | 备注 |
| 第1代      | 廣昌伯 | 劉寧 |      |                  | 弘治中追封       |      |

### 庆元伯
| 大明庆元伯 |            |      |      |                  |                  |              |
| 傳位       | 諡號       | 姓名 | 年數 | 在位時間（公历） | 在位時間（夏历） | 备注         |
| 第1代      | 庆元端僖伯 | 纪公 |      |                  | 弘治中遥封       | 孝穆皇太后父 |

## 武宗始封

### 安仁伯
| 大明安仁伯（1507年—？） |        |      |      |                        |                             |        |
| 傳位                    | 諡號   | 姓名 | 年數 | 在位時間（公历）       | 在位時間（夏历）            | 备注   |
| 第1代                   | 安仁侯 | 王濬 | 1年  | 1507年－1507年12月31日 | 正德二年—正德二年十一月丁卯 | 王清弟 |
| 第2代                   | 安仁伯 | 王桓 |      | 1508年－               | 正德三年—嘉靖               | 王濬子 |

### 慶陽伯
| 大明慶陽伯（1507年—1529年） |        |        |      |                      |                           |          |
| 傳位                        | 諡號   | 姓名   | 年數 | 在位時間（公历）     | 在位時間（夏历）          | 备注     |
| 第1代                       | 慶陽伯 | 夏儒   | 9年  | 1507年－1515年5月3日 | 正德二年—正德十年四月丁未 | 毅皇后父 |
| 第2代                       | 慶陽伯 | 夏世臣 | 9年  | 1521年－1529年       | 正德十六年—嘉靖八年       | 夏儒子   |

### 涇陽伯
| 大明涇陽伯（1510年—1510年） |        |      |      |                       |                           |      |
| 傳位                        | 諡號   | 姓名 | 年數 | 在位時間（公历）      | 在位時間（夏历）          | 备注 |
| 第1代                       | 涇陽伯 | 神英 | 1年  | 1510年5月22日－1510年 | 正德五年四月庚子—正德五年 |      |

### 永定伯
| 大明永定伯（？—1521年） |        |      |      |                  |                  |        |
| 傳位                    | 諡號   | 姓名 | 年數 | 在位時間（公历） | 在位時間（夏历） | 备注   |
| 第1代                   | 永定伯 | 朱泰 |      | －1521年         | 正德—正德十六年  | 本姓許 |

### 咸寧伯
| 大明咸寧伯（1510年—1512年） |        |      |      |                       |                               |      |
| 傳位                        | 諡號   | 姓名 | 年數 | 在位時間（公历）      | 在位時間（夏历）              | 备注 |
| 第1代                       | 咸寧伯 | 仇鉞 | 3年  | 1510年10月5日－1512年 | 正德五年九月丙辰—正德七年十月 |      |
|                             |        |      |      |                       | 正德七年十月進封侯            |      |

### 泰安伯
| 大明泰安伯（1510年—1521年） |        |      |      |                       |                             |            |
| 傳位                        | 諡號   | 姓名 | 年數 | 在位時間（公历）      | 在位時間（夏历）            | 备注       |
| 第1代                       | 泰安伯 | 張富 | 12年 | 1510年10月8日－1521年 | 正德五年九月己未—正德十六年 | 內臣張永弟 |

### 安定伯
| 大明安定伯（1510年—1521年） |        |      |      |                       |                             |        |
| 傳位                        | 諡號   | 姓名 | 年數 | 在位時間（公历）      | 在位時間（夏历）            | 备注   |
| 第1代                       | 安定伯 | 張容 | 12年 | 1510年10月8日－1521年 | 正德五年九月己未—正德十六年 | 張富弟 |

### 永壽伯
| 大明永壽伯（1510年—1521年） |        |      |      |                        |                             |      |
| 傳位                        | 諡號   | 姓名 | 年數 | 在位時間（公历）       | 在位時間（夏历）            | 备注 |
| 第1代                       | 永壽伯 | 朱德 | 12年 | 1510年10月22日－1521年 | 正德五年九月癸酉—正德十六年 | 賜姓 |

### 平涼伯
| 大明平涼伯（1510年—1521年） |        |      |      |                        |                             |              |
| 傳位                        | 諡號   | 姓名 | 年數 | 在位時間（公历）       | 在位時間（夏历）            | 备注         |
| 第1代                       | 平涼伯 | 馬山 | 12年 | 1510年10月22日－1521年 | 正德五年九月癸酉—正德十六年 | 內臣馬永成兄 |

### 鎮安伯
| 大明鎮安伯（1510年—1521年） |        |      |      |                        |                             |            |
| 傳位                        | 諡號   | 姓名 | 年數 | 在位時間（公历）       | 在位時間（夏历）            | 备注       |
| 第1代                       | 鎮安伯 | 魏英 | 12年 | 1510年10月22日－1521年 | 正德五年九月癸酉—正德十六年 | 內臣魏彬弟 |

### 高平伯
| 大明高平伯（1510年—1521年） |        |        |      |                        |                             |              |
| 傳位                        | 諡號   | 姓名   | 年數 | 在位時間（公历）       | 在位時間（夏历）            | 备注         |
| 第1代                       | 高平伯 | 谷大寬 | 12年 | 1510年10月22日－1521年 | 正德五年九月癸酉—正德十六年 | 內臣谷大用兄 |

### 永清伯
| 大明永清伯（1513年—1521年） |        |        |      |                       |                             |          |
| 傳位                        | 諡號   | 姓名   | 年數 | 在位時間（公历）      | 在位時間（夏历）            | 备注     |
| 第1代                       | 永清伯 | 谷大亮 | 9年  | 1513年3月13日－1521年 | 正德八年二月丙午—正德十六年 | 谷大寬弟 |

### 鎮平伯
| 大明鎮平伯（1513年—1521年） |        |      |      |                       |                             |            |
| 傳位                        | 諡號   | 姓名 | 年數 | 在位時間（公历）      | 在位時間（夏历）            | 备注       |
| 第1代                       | 鎮平伯 | 陸永 | 9年  | 1513年3月13日－1521年 | 正德八年二月丙午—正德十六年 | 內臣陸誾弟 |

### 平虜伯
| 大明平虜伯（1518年—1521年） |        |      |      |                        |                                   |        |
| 傳位                        | 諡號   | 姓名 | 年數 | 在位時間（公历）       | 在位時間（夏历）                  | 备注   |
| 第1代                       | 平虜伯 | 朱彬 | 4年  | 1518年10月21日－1521年 | 正德十三年九月甲寅—正德十六年三月 | 本姓江 |

### 安邊伯
| 大明安邊伯（1518年—1521年） |        |      |      |                        |                                   |        |
| 傳位                        | 諡號   | 姓名 | 年數 | 在位時間（公历）       | 在位時間（夏历）                  | 备注   |
| 第1代                       | 安邊伯 | 朱泰 | 4年  | 1518年10月21日－1521年 | 正德十三年九月甲寅—正德十六年三月 | 朱彬弟 |

### 洛南伯
| 大明洛南伯 |        |      |      |                  |                  |      |
| 傳位       | 諡號   | 姓名 | 年數 | 在位時間（公历） | 在位時間（夏历） | 备注 |
| 第1代      | 洛南伯 | 馮禎 |      |                  | 正德中追封       |      |

### 邢臺伯
| 大明邢臺伯 |        |      |      |                  |                  |      |
| 傳位       | 諡號   | 姓名 | 年數 | 在位時間（公历） | 在位時間（夏历） | 备注 |
| 第1代      | 邢臺伯 | 馮斌 |      |                  | 正德中追封       |      |

## 世宗始封

### 新建伯
| 大明新建伯（1521年—1644年） |            |        |      |                             |                                         |            |
| 傳位                        | 諡號       | 姓名   | 年數 | 在位時間（公历）            | 在位時間（夏历）                        | 备注       |
| 第1代                       | 新建文成侯 | 王守仁 | 8年  | 1521年12月7日－1529年1月9日 | 正德十六年十一月丁巳—嘉靖七年十一月丁卯 |            |
| 第2代                       | 新建伯     | 王正億 |      | －1577年                    | 隆慶初—萬曆五年                         | 王守仁子   |
| 第3代                       | 新建伯     | 王承勳 | 49年 | 1577年－1625年              | 萬曆五年—天啟五年正月                   | 王正億子   |
| 第4代                       | 新建伯     | 王先通 | 6年  | 1639年11月12日－1644年      | 崇禎十二年十月辛丑—崇禎十七年三月       | 王承勳從子 |

### 昌化伯
| 大明昌化伯（1522年—？） |        |      |      |                       |                                 |            |
| 傳位                    | 諡號   | 姓名 | 年數 | 在位時間（公历）      | 在位時間（夏历）                | 备注       |
| 第1代                   | 昌化伯 | 邵喜 | 2年  | 1522年5月28日－1523年 | 嘉靖元年五月己酉—嘉靖二年       | 孝惠太后弟 |
| 第2代                   | 昌化伯 | 邵蕙 | 5年  | 1523年9月15日－1527年 | 嘉靖二年八月甲辰—嘉靖六年十二月 | 邵喜子     |
| 第3代                   | 昌化伯 | 邵傑 |      | 1528年3月2日－        | 嘉靖七年二月甲寅—               | 邵蕙從弟子 |

### 玉田伯
| 大明玉田伯（1522年—1571年） |        |      |      |                              |                                   |          |
| 傳位                        | 諡號   | 姓名 | 年數 | 在位時間（公历）             | 在位時間（夏历）                  | 备注     |
| 第1代                       | 玉田伯 | 蔣輪 | 5年  | 1522年5月28日－1526年3月12日 | 嘉靖元年五月己酉—嘉靖五年正月癸丑 | 獻皇后弟 |
| 第2代                       | 玉田伯 | 蔣榮 |      | －1571年3月27日              | —隆慶五年三月甲子                 | 蔣輪從子 |

### 泰和伯
| 大明泰和伯（1523年—1535年） |        |        |      |                       |                             |          |
| 傳位                        | 諡號   | 姓名   | 年數 | 在位時間（公历）      | 在位時間（夏历）            | 备注     |
| 第1代                       | 泰和伯 | 陳萬言 | 13年 | 1523年9月11日－1535年 | 嘉靖二年八月庚子—嘉靖十四年 | 肅皇后父 |

### 安平伯
| 大明安平伯（？—1572年） |            |        |      |                       |                             |            |
| 傳位                    | 諡號       | 姓名   | 年數 | 在位時間（公历）      | 在位時間（夏历）            | 备注       |
| 第1代                   | 安平榮靖侯 | 方銳   |      | －1542年              | 嘉靖—嘉靖廿一年             | 孝烈皇后父 |
|                         |            |        |      |                       | 嘉靖廿一年進封侯            |            |
| 第2代                   | 安平伯     | 方承裕 | 26年 | 1547年－1572年1月23日 | 嘉靖廿六年—隆慶六年正月丙寅 | 方銳子     |

### 恭誠伯
| 大明恭誠伯（1550年—1560年） |        |        |      |                       |                               |      |
| 傳位                        | 諡號   | 姓名   | 年數 | 在位時間（公历）      | 在位時間（夏历）              | 备注 |
| 第1代                       | 恭誠伯 | 陶仲文 | 11年 | 1550年9月15日－1560年 | 嘉靖廿九年八月丙寅—嘉靖卅九年 |      |

### 忠誠伯
| 大明忠誠伯 |        |      |      |                  |                  |      |
| 傳位       | 諡號   | 姓名 | 年數 | 在位時間（公历） | 在位時間（夏历） | 备注 |
| 第1代      | 忠誠伯 | 陸炳 |      |                  | 嘉靖中追封       |      |

## 穆宗始封

### 慶都伯
| 大明慶都伯（1567年—？） |        |        |      |                  |                   |            |
| 傳位                    | 諡號   | 姓名   | 年數 | 在位時間（公历） | 在位時間（夏历）  | 备注       |
| 第1代                   | 慶都伯 | 杜繼宗 |      | 1567年3月14日－  | 隆慶元年二月庚寅— | 孝恪太后弟 |

### 德平伯
| 大明德平伯（1567年—？） |        |      |      |                  |                   |            |
| 傳位                    | 諡號   | 姓名 | 年數 | 在位時間（公历） | 在位時間（夏历）  | 备注       |
| 第1代                   | 德平伯 | 李銘 |      | 1567年3月14日－  | 隆慶元年二月庚寅— | 孝懿皇后父 |

### 固安伯
| 大明固安伯（1567年—？） |        |        |      |                  |                   |            |
| 傳位                    | 諡號   | 姓名   | 年數 | 在位時間（公历） | 在位時間（夏历）  | 备注       |
| 第1代                   | 固安伯 | 陳景行 |      | 1567年3月14日－  | 隆慶元年二月庚寅— | 孝安皇后父 |

## 神宗始封

### 武清伯
| 大明武清伯（1572年—1617年） |        |        |      |                       |                               |            |
| 傳位                        | 諡號   | 姓名   | 年數 | 在位時間（公历）      | 在位時間（夏历）              | 备注       |
| 第1代                       | 武清伯 | 李偉   | 11年 | 1572年－1582年        | 隆慶六年—萬曆十年             | 慈聖太后父 |
|                             |        |        |      |                       | 萬曆十年進封侯                |            |
| 第2代                       | 武清伯 | 李銘誠 | 9年  | 1609年－1617年3月22日 | 萬曆卅七年—萬曆卌五年二月辛亥 | 李偉孙     |
|                             |        |        |      |                       | 萬曆卌五年二月辛亥進封侯      |            |

### 永年伯
| 大明永年伯（1577年—？） |        |        |      |                  |                         |          |
| 傳位                    | 諡號   | 姓名   | 年數 | 在位時間（公历） | 在位時間（夏历）        | 备注     |
| 第1代                   | 永年伯 | 王偉   |      | 1577年－         | 萬曆五年—萬曆           | 端皇后父 |
| 第2代                   | 永年伯 | 王棟   |      | －1606年8月23日  | 萬曆—萬曆卅四年七月丁亥 | 王偉子   |
| 第3代                   | 永年伯 | 王明輔 |      | 1607年2月3日－   | 萬曆卅五年正月辛未—     | 王棟孙   |

### 寧遠伯
| 大明寧遠伯（1579年—？） |        |        |      |                            |                                     |            |
| 傳位                    | 諡號   | 姓名   | 年數 | 在位時間（公历）           | 在位時間（夏历）                    | 备注       |
| 第1代                   | 寧遠伯 | 李成梁 | 28年 | 1579年6月5日－1606年7月7日 | 萬曆七年五月丙辰—萬曆卅四年六月庚子 |            |
| 第2代                   | 寧遠伯 | 李尊祖 |      | 1637年6月18日－            | 崇禎十年閏四月甲子—                 | 李成梁曾孙 |

## 光宗始封

### 永寧伯
| 大明永寧伯（1620年—？） |        |        |      |                  |                     |            |
| 傳位                    | 諡號   | 姓名   | 年數 | 在位時間（公历） | 在位時間（夏历）    | 备注       |
| 第1代                   | 永寧伯 | 王天瑞 | 22年 | 1620年－1641年   | 泰昌元年—崇禎十四年 | 孝靖太后父 |
| 第2代                   | 永寧伯 | 王長錫 |      | 1641年－         | 崇禎十四年—         | 王天瑞子   |

## 熹宗始封

### 博平伯
| 大明博平伯（1620年—？） |        |        |      |                       |                                 |            |
| 傳位                    | 諡號   | 姓名   | 年數 | 在位時間（公历）      | 在位時間（夏历）                | 备注       |
| 第1代                   | 博平伯 | 郭維城 | 2年  | 1620年11月3日－1641年 | 泰昌元年十月癸丑—天啟元年閏二月 | 孝元皇后父 |
|                         |        |        |      |                       | 天啟元年閏二月進封侯            |            |
| 第2代                   | 博平伯 | 郭振明 |      | 1621年4月5日－        | 天啟元年閏二月丙戌—             | 郭維城子   |

### 新城伯
| 大明新城伯（1621年—1621年） |        |      |      |                  |                               |            |
| 傳位                        | 諡號   | 姓名 | 年數 | 在位時間（公历） | 在位時間（夏历）              | 备注       |
| 第1代                       | 新城伯 | 王昇 | 1年  | 1621年－1621年   | 天啟元年閏二月—天啟元年閏二月 | 孝和太后弟 |
|                             |        |      |      |                  | 天啟元年閏二月進封侯          |            |

### 太康伯
| 大明太康伯（1621年—1638年） |        |        |      |                  |                           |        |
| 傳位                        | 諡號   | 姓名   | 年數 | 在位時間（公历） | 在位時間（夏历）          | 备注   |
| 第1代                       | 太康伯 | 張國紀 | 18年 | 1621年－1638年   | 天啟元年—崇禎十一年十一月 | 皇后父 |
|                             |        |        |      |                  | 崇禎十一年十一月進封侯    |        |

### 肅寧伯
| 大明肅寧伯（1626年—1626年） |        |        |      |                  |                           |            |
| 傳位                        | 諡號   | 姓名   | 年數 | 在位時間（公历） | 在位時間（夏历）          | 备注       |
| 第1代                       | 肅寧伯 | 魏良卿 | 1年  | 1626年－1626年   | 天啟六年三月—天啟六年三月 | 魏忠賢從子 |
|                             |        |        |      |                  | 天啟六年三月進封侯        |            |

### 安平伯
| 大明安平伯（1627年—1627年） |        |        |      |                       |                           |            |
| 傳位                        | 諡號   | 姓名   | 年數 | 在位時間（公历）      | 在位時間（夏历）          | 备注       |
| 第1代                       | 安平伯 | 魏鵬翼 | 1年  | 1627年8月25日－1627年 | 天啟七年七月己卯—天啟七年 | 魏忠賢從孫 |

## 思宗始封

### 嘉定伯
| 大明嘉定伯（1644年—1644年） |        |      |      |                  |                     |      |
| 傳位                        | 諡號   | 姓名 | 年數 | 在位時間（公历） | 在位時間（夏历）    | 备注 |
| 第1代                       | 嘉定伯 | 周奎 | 15年 | 1630年－1644年   | 崇禎三年—崇禎十七年 |      |

### 寧南伯
| 大明寧南伯（1644年—？） |        |        |      |                  |                     |      |
| 傳位                    | 諡號   | 姓名   | 年數 | 在位時間（公历） | 在位時間（夏历）    | 备注 |
| 第1代                   | 寧南伯 | 左良玉 |      | 1644年4月11日－  | 崇禎十七年三月癸巳— |      |

### 定西伯
| 大明定西伯（1644年—1644年） |        |      |      |                       |                               |      |
| 傳位                        | 諡號   | 姓名 | 年數 | 在位時間（公历）      | 在位時間（夏历）              | 备注 |
| 第1代                       | 定西伯 | 唐通 | 1年  | 1644年4月11日－1644年 | 崇禎十七年三月癸巳—崇禎十七年 |      |

### 靖南伯
| 大明靖南伯（1644年—？） |        |        |      |                  |                     |      |
| 傳位                    | 諡號   | 姓名   | 年數 | 在位時間（公历） | 在位時間（夏历）    | 备注 |
| 第1代                   | 靖南伯 | 黃得功 |      | 1644年4月11日－  | 崇禎十七年三月癸巳— |      |